# فهرست شهرهای مناطق مسکونی صربستان
این مقاله شاملفهرست شهرهای مناطق مسکونی صربستان است که براساس سرشماری عمومی سال ۲۰۰۲ در صربستان انجام شده‌است.

## A

### آدا، صربستان
- آدا، صربستان (۱۰۵۴۷)
- Mol (6786)
- Obornjača (389)
- سترییینو (۲۳۴)
- اوترین (۱۰۳۸)

### الکساندراواک
- الکساندراواک (۶۴۷۶)
- بوبوته (۳۶۰)
- بوتوریچی (۲۶۳)
- براتیچی (۱۲۰)
- بزنیتسه (۴۲۱)
- داشنیتسا (۶۹۷)
- دوبرویوبتسی (۳۷۴)
- دونگا زلگینگا (۲۹۶)
- دونگه راتایه (۹۳۰)
- دونگی ستوپانگ (۱۰۶۸)
- دونگی وراتاری (۲۹۷)
- درنچا (۲۵۵)
- گاروینا (۴۲۱)
- گورنگا زلگینگا (۴۵۷)
- گورنگه راتایه (۷۶۹)
- گورنگی ستوپانگ (۶۷۴)
- گورنگی وراتاری (۲۰۰)
- گرچاک (۱۴۵)
- یلاکتسی (۴۳۷)
- کوژتین (۹۰۷)
- کوزنیتسا (۱۴۸)
- لاچیسلد (۸۲۱)
- لاتکوواتس (۴۷۴)
- لسنووتسی (۱۹۳)
- لسکوویتسا (۲۹۸)
- یوبینتسی (۳۲۳)
- مرموش (۸۰۲)
- نوواتسی (۴۰۲)
- پانگواتس (۲۹۲)
- پارچین (۲۶۶)
- پلش (۴۰۳)
- پلوچا (۴۰۰)
- پوپووتسی (۹۲)
- پوخوواتس (۴۸۲)
- راکیا (۶۵۱)
- روگاوچینا (۲۱۴)
- روکتسی (۲۱۳)
- رودنیتسه (۱۶۴)
- رژانیتسا (۳۱۷)
- شییوووو (۳۷۹)
- ستانگوو (۱۲۴۴)
- ستارتسی (۵۳)
- سترمنیتسا (۱۹۴)
- ستوبال (۶۱۵)
- سوبوتیتسا (۷۱۵)
- ترناوتسی (۴۹۴)
- ترژاک (۲۴۱)
- تولش (۴۹۶)
- ولیکا وربنیکا (۴۷۰)
- ولجا قلوا (۱۸۸)
- Venčac (400)
- ویتکووو (۴۸۸)
- ورانشتیتسا (۷۵)
- وراژوگرنتسی (۲۹۷)
- وربنیتسا (۵۱۸)

### الکسیناتس
- الکسیناتس (۱۷۱۷۱)
- الکسیناچکی بویمیر (۵۵۷)
- آلکسیناچکی رودنیک (۱۴۶۷)
- Bankovac (178)
- Beli Breg (269)
- بیا (۴۳)
- Bobovište (1074)
- بووان (۵۵۴)
- براداراتس (۳۳۴)
- چستا (۲۱۵)
- چیچینا (۲۳۸)
- تسرنا بارا (۱۷۵)
- چوکوروواتس (۱۲۲)
- داشنیتسا (۱۱۵)
- دلیگراد (۲۱۱)
- دوبرویواتس (۳۸۸)
- دونگا پشچانیتسا (۱۲۲)
- دونگه سوخوتنو (۳۲۰)
- دونگی آدروواتس (۷۶۱)
- دونگی کروپاتس (۳۶۴)
- دونگی یوبش (۵۹۷)
- دراژواتس (۱۱۸۸)
- گلوگوویتسا (۸۷۴)
- گولشنیتسا (۴)
- گورنگا پشچانیتسا (۲۴۸)
- گورنگه سوخوتنو (۳۴۳)
- گورنگی آدروواتس (۱۳۴)
- گورنگی کروپاتس (۵۱۰)
- گورنگی یوبش (۲۴۰)
- گردتین (۶۵۹)
- گریاچ (۶۹۶)
- یاکوویه (۳۵۲)
- یاسنگه (۲۱۰)
- کامنیتسا (۱۰۳)
- کاتون (۵۷۱)
- کوپریونیتسا (۲۲۳)
- کورمان (۷۷۳)
- کرایوو (۹۳۰)
- کروشیه (۳۳۲)
- Kulina (731)
- لیپوواتس (۴۱۸)
- یوپتن (۴۰۸)
- لوچیکا (۳۸۰)
- لوزناتس (۱۷۶)
- لوژانه (۹۴۲)
- مالی درنوواتس (۱۷۶)
- موراواتس (۱۷۸۵)
- موراوسکی بویمیر (۲۰۷)
- موزگووو (۱۶۳۲)
- نوزرینا (۷۴۳)
- پورودین (۱۵۴)
- پرچیلوویتسا (۲۴۱۰)
- پرکونوزی (۱۷۳)
- پروگوواتس (۳۱۸)
- رادوتسه (۴۹۳)
- رسوواتس (۳۹۵)
- روتواتس (۱۰۹۴)
- سرزوواتس (۲۳۸)
- ستانتسی (۲۴۱)
- ستوبلینا (۱۵۸)
- سوبوتیناتس (۱۰۶۱)
- شوریچ (۱۲۸)
- تشیتسا (۱۸۸۸)
- ترنگانه (۱۳۶۱)
- واکوپ (۷۴۰)
- ولیکی درنوک (۴۸۳)
- ویتکوواتس (۳۹۸)
- ورچنوویتسا (۵۰۱)
- ورلو (۳۵۵)
- ووکانگا (۷۰۵)
- ووکاشینوواتس (۵۱۲)
- ژیتکوواتس (۲۶۸۰)

### الیبونار
- الیبونار (۳۴۳۱)
- باناتسکی کارلوواتس (۵۸۲۰)
- Devojački Bunar (0)
- دوبریتسا (۱۳۴۴)
- ایلانجا (۱۷۲۷)
- یانوشیک (۱۱۷۱)
- لوکوه (۲۰۰۲)
- نیکولینتسی (۱۲۴۰)
- نووی کوزیاک (۷۶۸)
- سلوش (۱۳۴۰)
- ولادیمیروواتس (۴۱۱۱)

### آپاتین
- آپاتین (۱۹۳۲۰)
- کوپوسینا (۲۳۵۶)
- پریگرویتسا (۴۷۸۱)
- سونتا (۴۹۹۲)
- سویلویوو (۱۳۶۴)

### آرانجلوواس
- آرانجلوواس (۲۴۳۰۹)
- بانگا (۲۲۴۶)
- بوسوتا (۶۰۶)
- برزوواتس (۷۹۷)
- بوکوویک (۲۷۴۳)
- داروساوا (۲۰۲۳)
- گاراشی (۶۰۵)
- گورنگا ترشنگویتسا (۵۸۳)
- یلوویک (۴۸۰)
- کوپیاره (۱۰۲۴)
- میساچا (۷۸۱)
- اوراشاتس (۱۴۶۲)
- پروگوروتسی (۱۰۱۵)
- رانیلوویچ (۱۶۸۵)
- ستوینیک (۱۴۸۶)
- تولژ (۷۶۱)
- ونچانه (۱۵۷۶)
- وربیتسا (۳۵۳۶)
- ووکوساوتسی (۴۱۱)

### آرییه
- آرییه (۶۷۴۴)
- بیلوشا (۵۶۵)
- بوگویویچی (۶۲۹)
- Brekovo (671)
- تسرووا (۱۱۵۱)
- دوبراچه (۸۲۱)
- دراگویواتس (۳۱۲)
- گردوویچی (۴۷۱)
- گریوسکا (۳۵۷)
- کروشچیتسا (۴۷۴)
- لاتویتسا (۳۲۳)
- میروسایتسی (۸۴۷)
- پوگلد (۶۲۷)
- رادوبوجا (۳۸۷)
- رادوشوو (۳۷۰)
- سورووو (۲۹۴)
- ستوپچویچی (۹۵۲)
- ترشنگویتسا (۹۲۰)
- ویگوشته (۱۰۳۴)
- ویرووو (۵۸۶)
- ویسوکا (۴۷۴)
- ورانه (۷۷۵)

## B

### بابوشنیتسا
- الکساندراواک (۷۱)
- بابوشنیتسا (۴۵۷۵)
- بردوی (۱۵۷)
- برین ایزوور (۹۰)
- بوگدانوواتس (۱۷۰)
- براتیشواتس (۱۹۴)
- برستوو دول (۳۲)
- تسرونا یابوکا (۱۲۶)
- دول (۸۲)
- دونگه کرنگینو (۲۷۱)
- دونگی ستریژواتس (۲۵۹)
- دراگیناتس (۸۸۵)
- دوچواتس (۱۳۶)
- گورچینتسی (۵۳۷)
- گورنگه کرنگینو (۲۴۸)
- گورنگی ستریژواتس (۱۵۴)
- گرنچار (۱۵۹)
- ایزوور (۲۶۳)
- یاسنوو دل (۱۹۸)
- کالوجرووو (۲۷۳)
- کامبلوتسی (۴۱۹)
- کییواتس (۵۴)
- لسکوویتسا (۳۱)
- لینووو (۱۱۸)
- یوبراجا (۲۸۷)
- مالو بونگینتسه (۱۱۵)
- ماسورووتسی (۲۸)
- مزگرایا (۵۷)
- مودرا ستنا (۲۵۷)
- ناشوشکوویتسا (۲۹۵)
- اوستاتوویتسا (۸۳)
- پرسکا (۲۶۸)
- پروواینیک (۲۰۲)
- رادینگینتسی (۲۸۸)
- رادوشواتس (۲۲۲)
- رادوسینگ (۷۱)
- راکیتا (۳۴۰)
- راکوو دول (۱۸)
- رایین (۵۰)
- رسنیک (۱۵۸)
- ستول (۳۴۷)
- شتربوواتس (۱۱۵)
- سترلاتس (۳۹۲)
- ستودنا (۲۰۰)
- سوراچوو (۴۴۴)
- والنیش (۹۷)
- واوا (۲۶۶)
- ولیکو بنجینک (۴۵۹)
- ووینیتسی (۱۰۴)
- ورلو (۱۴۱)
- ووچی دل (۱۷۱)
- زاویدینتسه (۵۰۳)
- زوونتسه (۲۵۴)

### باتچ
- باتچ (۶۰۸۷)
- باچکو نووو سلو (۱۲۲۸)
- بوجانی (۱۱۱۳)
- پلاونا (۱۳۹۲)
- سلنچا (۳۲۷۹)
- وایسکا (۳۱۶۹)

### باچکا پلانکا
- باچکا پلانکا (۲۹۴۴۹)
- چلاروو (۵۴۲۳)
- دسپوتووو (۲۰۹۶)
- گایدوبرا (۲۹۶۸)
- کاراجورجوو (۱۰۱۲)
- ملادنووو (۳۳۵۸)
- نشتین (۹۰۰)
- نووا گایدوبرا (۱۴۰۹)
- اوبروواتس (۳۱۷۷)
- پاراگه (۱۰۳۹)
- پیونیتسه (۳۸۳۵)
- سیلباش (۲۸۴۹)
- توواریشوو (۳۱۰۲)
- ویزیچ (۳۴۹)

### باکا توپولا
- باکا توپولا (۱۶۱۷۱)
- باچکی سوکولاتس (۶۰۹)
- باگرمووو (۲۰۴)
- Bajša (2568)
- بوگاراش (۹۴)
- گورنگا روگاتیتسا (۴۷۷)
- گوناروش (۱۴۴۱)
- کاراجورجوو (۵۹۰)
- کاویلو (۲۳۳)
- کریوایا (۹۸۶)
- مالی بوگراد (۵۲۴)
- Mićunovo (516)
- نگگوشوو (۶۳۲)
- نووو اوراخووو (۲۰۲۹)
- تومیسلاوتسی (۶۹۶)
- پاچیر (۲۹۴۸)
- پانونییا (۷۹۸)
- پوبدا (۳۴۲)
- سردنگی سالاش (۱۷۲)
- ستارا موراویتسا (۵۶۹۹)
- سوتیچوو (۲۰۵)
- زوبناتیتسا (۳۰۹)

### باچکی پتروواتس
- باچکی پتروواتس (۶۷۲۷)
- گلوژان (۲۲۸۳)
- کولپین (۲۹۷۶)
- ماگلیچ (۲۶۹۵)

### بایینا باشتا
- Aluga (0)
- باچوتسی (۱۶۷)
- بایینا باشتا (۹۵۴۳)
- بسرووینا (۲۱۳)
- تسریه (۱۶۸)
- تسرویتسا (۷۵۶)
- دوبروتین (۲۵۱)
- دراکسین (۱۴۴)
- دوب (۴۱۹)
- گووزداتس (۶۴۲)
- یاگوشتیتسا (۱۵۲)
- یاکای (۴۷۲)
- یلوویک (۲۱۲)
- کونگسکا رکا (۱۱۲)
- کوستویویچی (۴۹۵)
- یشتانسکو (۴۱۸)
- لوگ (۲۵۵۵)
- مالا رکا (۴۸۹)
- اوبایگورا (۸۳۴)
- اوکلتاتس (۶۲۲)
- اووچینگا (۵۸۲)
- پپی (۱۸۰)
- پروچاتس (۸۴۵)
- پیلیتسا (۶۵۳)
- پریدولی (۳۳۴)
- راچا (۶۷۲)
- راستیشته (۴۷۳)
- روگاچیتسا (۷۶۸)
- سییراچ (۲۰۱)
- سولوتوشا (۱۰۶۶)
- سترمووو (۵۸۲)
- ویشساوا (۱۵۶۶)
- زاگلاواک (۵۶۶)
- زاووینه (۴۴۲)
- زاروژیه (۷۹۰)
- زاوگلینه (۳۴۸)
- زلودول (۴۱۹)

### بارایوو
- آرنایوو (۸۵۳)
- باچواتس (۱۶۲۴)
- بارایوو (۸۳۲۵)
- بیینا (۸۱۰)
- بوژدارواتس (۱۲۱۸)
- گونتساتی (۲۱۰۲)
- لیسوویچ (۱۰۵۷)
- مانیچ (۵۵۱)
- میاک (۱۷۷۲)
- روژانتسی (۵۲۳)
- شییاکوواتس (۶۲۰)
- ولیکی بوراک (۱۲۸۷)
- ورانیچ (۳۸۹۹)

### باتوچینا
- * بادنگواتس (۱۱۶۵)
- باتوچینا (۵۵۷۴)
- برزان (۲۰۷۳)
- تسرنی کاو (۴۴۶)
- دوبرووودیتسا (۴۲۰)
- گراداتس (۲۴۵)
- کییوو (۵۴۹)
- میلاتوواتس (۵۸۴)
- نیکشیچ (۱۴۸)
- پرنگاوور (۱۸۶)
- ژیروونیتسا (۸۳۰)

### بچی
- باچکو گرادیشته (۵۴۴۵)
- باچکو پترووو سلو (۷۳۱۸)
- بچی (۲۵۷۷۴)
- میلشوو (۱۱۱۸)
- رادیچویچ (۱۳۳۲)

### بلا تسرکوا
- باناتسکا پالانکا (۸۳۷)
- باناتسکا سوبوتیتسا (۲۰۰)
- بلا تسرکوا (۱۰۶۷۵)
- چشکو سلو (۴۶)
- تسرونا تسرکوا (۷۲۹)
- دوبریچوو (۲۲۶)
- دوپیایا (۸۵۴)
- گربناتس (۱۰۱۷)
- یاسنووو (۱۴۴۶)
- کایتاسووو (۲۸۷)
- کالوجرووو (۱۳۲)
- کروشچیتسا (۹۸۹)
- کوسیچ (۱۳۶۱)
- وراچو گای (۱۵۶۸)

### بلا پالانکا
- Babin Kal (51)
- بلا پالانکا (۸۶۲۶)
- بژیشته (۱۷۵)
- Bukurovac (26)
- چیفلیک (۱۰۳)
- تسرنچه (۶۴)
- تسرونا رکا (۳۰۳)
- تسرونی برگ (۳۷۱)
- دیویانا (۱۴۱)
- دولاتس (۴۳۰)
- دولاتس (۷۲)
- دونگا گلاما (۲۶)
- دونگا کوریتنیتسا (۲۱۶)
- دونگی رینگ (۱۳)
- دراژوو (۳۰)
- گلوگوواتس (۴۷)
- گورنگا گلاما (۳۴)
- گورنگا کوریتنیتسا (۱۰۹)
- گورنگی رینگ (۱۰)
- گرادیشته (۶۵)
- کلنگه (۵۴)
- کلیسورا (۲۲۲)
- کوسموواتس (۱۱۰)
- کوزیا (۷۶)
- کرمنیتسا (۲۹)
- کروپاتس (۱۴۴)
- لانیشته (۶۸)
- لسکوویک (۲۴)
- یوباتوویتسا (۸۷)
- میرانوواتس (۴۳)
- میرانوواچکا کولا (۱۷)
- موکلیشته (۴۹۲)
- موکرا (۳۱۵)
- نووو سلو (۴۶)
- اوروواتس (۵۴)
- پایژ (۹۰)
- سینگاتس (۲۴۱)
- شییووویک (۲۶۳)
- شپای (۸۱)
- تامنگانیتسا (۱۷۱)
- تلوواتس (۴۴)
- Toponica (68)
- Veta (134)
- ویتانوواتس (۷۲)
- وراندول (۳۷۲)
- ورگودیناتس (۱۵۲)

### بوچین
- بانوشتور (۷۸۰)
- بوچین (۸۰۵۸)
- چرویچ (۲۸۲۶)
- Grabovo (138)
- لوگ (۸۰۱)
- راکوواتس (۱۹۸۹)
- سوسک (۱۱۳۲)
- سویلوش (۳۶۲)

### بلاتسه
- الابانا (۱۴۶)
- بارباتوواتس (۳۵۶)
- بلاتسه (۵۴۶۵)
- برژانی (۶۱)
- چوچاله (۲۳۳)
- چونگولا (۴۱۹)
- دونگا دراگوشا (۱۲۰)
- دونگا یوشانیتسا (۹۸)
- دونگا راشیتسا (۹۸)
- دونگه گرگوره (۱۲۷)
- دونگه سوارچه (۱۲۲)
- درشنیتسا (۱۰۲)
- جورواتس (۳۵۳)
- جپنیتسا (۲۳۱)
- گورنگا دراگوشا (۲۵۸)
- گورنگا یوشانیتسا (۳۲۹)
- گورنگه گرگوره (۳۲۷)
- گورنگه سوارچه (۱۲۸)
- کاچاپور (۷۲)
- کاشوار (۳۳۶)
- کریوایا (۱۷۳)
- کوتلوواتس (۱۸۰)
- لازارواتس (۱۱۴)
- مالا دراگوشا (۱۵۷)
- مجوخانا (۱۸۷)
- موزاچه (۱۵۲)
- پوپووا (۲۲۴)
- پربرزا (۳۲۹)
- پرتژانا (۱۱۴)
- پرترشنگا (۱۵۰)
- Pridvorica (124)
- راشیتسا (۱۸۳)
- سیبنیتسا (۴۷۰)
- شییومانا (۱۱۰)
- ستوبال (۳۹۶)
- سووایا (۸۹)
- سووی دو (۳۸۹)
- تربونگه (۵۵۹)
- ویشه سلو (۱۱۷)
- وربوواتس (۱۶۱)

### بوگاتیچ
- بادووینتسی (۵۴۰۶)
- بانووو پویه (۱۶۱۹)
- بلوتیچ (۱۷۴۴)
- بوگاتیچ (۷۳۵۰)
- تسرنا بارا (۲۲۷۰)
- دوبیه (۳۳۱۷)
- گلوگوواتس (۹۶۷)
- گلوشتسی (۲۳۴۶)
- کلنگه (۲۳۲۵۳)
- ماچوانسکی متکوویچ (۱۲۴۴)
- اوچاگه (۴۰۹)
- سالاش تسرنوبارسکی (۱۳۴۴)
- سوویاک (۶۱۸)
- اوزوچه (۱۱۰۳)

### بوینیک
- بوینیک (۳۱۵۹)
- بورینتسه (۴۵)
- برستوواتس (۲۷۶)
- Crkvice (643)
- چوکوواتس (۱۲۲)
- جینجوشا (۶۷۵)
- دوبرا وودا (۸۸)
- دونگه کونگووتسه (۵۲۰)
- دراگوواتس (۱۰۰۵)
- دوبراوا (۱۷)
- گورنگه برییانگه (۵۰۹)
- گورنگه کونگووتسه (۱۷۲)
- Granica (172)
- ایوانگه (۸۸)
- کاتساباچ (۶۶۸)
- کامنیتسا (۲۷۶)
- کوسانچیچ (۴۱۶)
- لاپوتینتسه (۶۴۷)
- لوزانه (۴۹)
- ماگاش (۲۰۴)
- مایکوواتس (۲۳)
- مییایلیتسا (۱۹۰)
- مروش (۱۱۶)
- Obilić (۹۴)
- اوبراژدا (۳۴)
- اورانه (۱۵۲)
- پلاوتسه (۲۹۶)
- پریدووریتسا (۹۵۱)
- رچیتسا (۱۴۸)
- ساویناتس (۴۱)
- Slavnik (127)
- ستوبلا (۹۲۳)
- تورجن (۷۹)
- وویانووو (۶۴)
- زلتووو (۱۱۰)
- زوروواتس (۱۹)

### بویواتس
- باچویتسا (۴۰۹)
- بوگووینا (۱۳۴۸)
- بویواتس (۳۷۸۴)
- بویواتس سلو (۳۱۵)
- دوبرو پویه (۴۱۵)
- دوبرویواتس (۲۳۶)
- ایلینو (۱۲۱)
- یابلانیتسا (۴۳۵)
- کریوی ویر (۵۴۹)
- لوکووو (۷۰۴)
- مالی ایزوور (۵۶۵)
- میرووو (۱۸۳)
- اوسنیچ (۱۳۴۰)
- پودگوراتس (۲۲۱۸)
- رتانگ (۱۸۲)
- روییشته (۴۷۰)
- ساویناتس (۳۶۵)
- سومراکوواتس (۶۴۲)
- والاکونگه (۱۳۷۸)
- وربوواتس (۱۹۰)

### بور
- بور (۳۹۳۸۷)
- برستوواتس (۲۹۵۰)
- بوچیه (۶۶۶)
- دونگا بلا رکا (۸۲۳)
- گورنگانه (۱۱۱۴)
- کریوی (۱۳۱۶)
- لوکا (۶۱۲)
- متوونیتسا (۱۳۳۱)
- اوشتری (۶۵۴)
- شاربانوواتس (۱۸۳۶)
- سلاتینا (۹۲۱)
- تاندا (۳۵۰)
- توپلا (۱۰۰)
- زلوت (۳۷۵۷)

### بوسیلگراد
- باریه (۷)
- بلوت (۸۵)
- بیستار (۱۷۴)
- بوسیلگراد (۲۷۰۲)
- برانکووتسی (۱۱۶)
- برسنیتسا (۷۷)
- بوتسیوو (۲۲)
- تسرنوشتیتسا (۱۹۰)
- دوگانیتسا (۵۰)
- دونگا لیسینا (۳۱۶)
- دونگا یوباتا (۳۹۵)
- دونگا رژانا (۷۹)
- دونگه تلامینو (۲۱۱)
- دوکات (۳۹۷)
- گلوژیه (۳۲۷)
- Goleš (۳۶)
- گورنگا لیسینا (۴۷۴)
- گورنگا یوباتا (۴۸۵)
- گورنگا رژانا (۹۵)
- گورنگه تلامینو (۱۸۴)
- گرویینتسی (۹۳)
- ایزوور (۱۱۵)
- یارشنیک (۹۶)
- کارامانیتسا (۸۳)
- میلوتسی (۱۴۰)
- ملکومینتسی (۱۲۴)
- موسوی (۱۲۵)
- نازاریتسا (۷۶)
- پارالووو (۱۳۳)
- پلوچا (۱۰۰)
- رادیچوتسی (۱۶۴)
- رایچیلووتسی (۱۸۱۷)
- رسن (۸۱)
- ریبارتسی (۳۹)
- ریکاچوو (۱۰۹)
- ژراوینو (۲۱)
- زلی دول (۱۹۳)

### بروس
- Batote (498)
- بلو پویه (۵۰)
- بلاژوو (۱۸۳)
- بوگیشه (۳۳۱)
- بورانتسی (۴۵)
- بوتونگا (۳۷۳)
- بوزویین (۱۲۹)
- برجانی (۱۹۸)
- بروس (۴۶۵۳)
- برزچه (۲۵۸)
- بودیلووینا (۲۹۳)
- چوکوتار (۳۳)
- جرکاری (۲۳)
- دومیشوینا (۱۰۴)
- دونگه لویچه (۸۷)
- دونگی لیپوواتس (۲۰۹)
- درنووا (۱۰۲)
- درتوتسی (۳۸)
- دوپتسی (۴۵۶)
- گورنگه لویچه (۱۳۸)
- گورنگی لیپوواتس (۹۰)
- گراد (۹۷)
- گراداتس (۱۳۴)
- گراشوتسی (۴۹۹)
- ایگروش (۶۳۷)
- ایریچیچی (۴۰)
- کنژوو (۶۰)
- کوبییه (۴۹۶)
- کوچینه (۱۰۷)
- کوویوتسی (۱۵۶)
- کوویزلا (۵۹)
- کریوا رکا (۵۱۹)
- لپناتس (۹۳۲)
- لیواجه (۱۷۴)
- مالا گرابوونیتسا (۱۸۲)
- مالا وربنیتسا (۲۲۳)
- میلنتییا (۱۸۴)
- اوسردتسی (۴۷۴)
- پایوشتیتسا (۵۶)
- رادمانووو (۱۳۲)
- رادونگه (۸۷)
- راونی (۱۹۰)
- راونیشته (۹۵)
- رازبوینا (۴۷۹)
- ریباری (۳۵۶)
- شوشیچه (۱۰۹)
- ستانولوویچه (۵۵)
- سترویینتسی (۴۹۳)
- سودیمیا (۵۰)
- ترشانوکی (۵۷۸)
- ولیکا گربونیکا (۶۵۱)
- ویتوشه (۵۷)
- ولایکووتسی (۴۳۷)
- ژاروو (۹۲)
- ژیلینتسی (۱۴۹)
- ژییتسی (۴۲۷)
- Zlatari (637)
- ژونگه (۳۷۰)

### بوجانوواچ
- بارایواتس (۳۱۶)
- بییاچا (۲۰۳۶)
- بوگدانوواتس (۱۰۱)
- بوروواتس (۱۶۶)
- بوژینگواتس (۳۷۶)
- براتوسلتسه (۷۱)
- برزنیتسا (۱۳۶۲)
- برنگاره (۱۱۴)
- بوجانوواچ (۱۲۰۱۱)
- بوشترانگه (۸۰)
- چار (۲۹۶)
- دوبروسین (۷۴۷)
- دونگه نووو سلو (۱۲۰)
- درژنیتسا (۸۶)
- گورنگه نووو سلو (۴۳۷)
- گرامادا (۱۹)
- یابلانیتسا (۱۰۹)
- یاسترباتس (۱۹)
- کارادنیک (۴۵۵)
- کلنیکه (۲۶۸)
- کلینوواتس (۵۳۹)
- کونچوی (۱۳۰۶)
- کوشارنو (۱۰۵)
- کرشویتسا (۴۸۶)
- کوشتیتسا (۱۷۵)
- لتوویتسا (۱۱۲۶)
- لووسویه (۸۴۰)
- یییانتسه (۵۳۵)
- لوپاردینتسه (۸۲۵)
- لوچانه (۱۰۹۱)
- لوکارتسه (۳۱)
- مالی ترنوواتس (۳۴۳)
- موخوواتس (۵۷۰)
- نگوواتس (۳۹)
- نسالتسه (۱۲۰۳)
- اوسلاره (۹۰۴)
- پرتینا (۵۳)
- پریبووتسه (۳۴۸)
- راکوواتس (۹۷۷)
- راونو بوچیه (۳۹۳)
- روستسه (۳۷)
- ساموییتسا (۸۹۳)
- سبرات (۱۰۵)
- سیاتسه (۲۴۶)
- سپانچواتس (۵۳۳)
- سرپسکا کوچا (۲۸۴)
- ستاراتس (۲۶۰)
- سوخارنو (۳۰۹)
- Sveta Petka (334)
- تریاک (۲۵۵)
- توریجا، بویانوواچ (۴۰۰)
- اوزووو (۱۰)
- ولیکی ترنوک (۶۷۶۲)
- ووگانتسه (۵۱)
- وربان (۱۲۳)
- زاربینتسه (۶۵۲)
- ژبواتس (۸۰۴)
- ژوژییتسا (۱۶۶)

## C

### تسرنا تراوا
- بایینتسی (۲۳)
- بانکووتسی (۶۷)
- بیستریتسا (۸)
- برود (۱۲۲)
- تسرنا تراوا (۵۶۳)
- Čuka (25)
- دارکووتسه (۲۰۵)
- دوبرو پویه (۱۶)
- گورنگه گاره (۸۰)
- یابوکوویک (۹۷)
- یووانووتسه (۴۳)
- کالنا (۱۴۷)
- کریوی دل (۱۹۸)
- کرستیچوو (۲۴)
- ملاچیشته (۲۹)
- اوبرادووتسه (۳۱)
- استروزوب (۱)
- پاولیچینا (۴۰)
- پرسلاپ (۲۵۱)
- رایچتینه (۳۳)
- روپیه (۶)
- ساستاو رکا (۴۰)
- ووس (۱۹)
- زلاتانتسه (۱۵۸)

## Č

### چاچاک
- آتنیتسا (۶۱۹)
- بالوگا (۴۳۴)
- بولوگا، ترانوسکا (۷۳۳)
- بانگیتسا (۴۰۰)
- بچانی (۱۰۴۴)
- بیینا (۱۱۱۷)
- برسنیتسا (۱۴۶۶)
- برزوویتسا (۱۴۱)
- چاچاک (۷۳۲۱۷)
- دونگا گورونیتسا (۹۰۴)
- دونگا ترپچا (۱۰۱۸)
- گورچانی (۷۸۰)
- گورنگا گورونیتسا (۱۳۹۹)
- گورنگا ترپچا (۶۱۸)
- یانچیچی (۲۰۴)
- یزدینا (۲۶۷)
- یژوتیسا، چاچاک (۱۳۳۰)
- کاچولیتسه (۶۰۹)
- کاترکا (۱۰۴۲)
- کونگویچی (۷۸۸)
- کوکیچی (۵۷۴)
- کولینووتسی (۴۱۳)
- لیپنیتسا (۶۲۱)
- یوبیچ (۶۱)
- لوزنیتسا (۴۰۱)
- مجوورشیه (۸۲)
- میلیسوتسی (۹۴۴)
- میوکووتسی (۱۰۶۳)
- مویسینگه (۸۶۹)
- مرچایوتسی (۲۶۷۶)
- مرشینتسی (۱۳۵۹)
- اوسترا (۱۰۹۱)
- اووچار بانیا (۱۶۸)
- پاکووراچه (۴۸۳)
- پارمناتس (۲۴۰)
- پتنیتسا (۲۴۱)
- پرلئینا (۱۸۰۱)
- پرمچا (۳۲۰)
- پریدووریتسا (۲۰۸)
- پرییوور (۱۵۷۶)
- پریسلونیتسا (۱۵۹۱)
- رایاتس (۳۵۵)
- راکووا (۷۷۸)
- ریجاگه (۲۳۰)
- روشتسی (۴۸۹)
- سلاتینا، چاچاک (۶۲۹)
- سوکولیچی (۱۸۲)
- ستانچیچی (۳۴۸)
- تربوشانی (۱۸۳۰)
- ترناوا (۲۶۸۵)
- وپا (۶۹۱)
- ویدووا (۱۵۶)
- وییوشا (۹۲۴)
- ورانیچی (۵۱۵)
- ورنچانی (۲۷۹)
- وویتینتسی (۴۵۲)
- زابلاچه (۱۲۲۶)
- ژاوچانی (۳۹۱)

### چایتینا
- الین پاتاک (۲۴۴)
- برانشتسی (۷۴۴)
- چایتینا (۳۱۶۲)
- دوبروسلیتسا (۴۰۵)
- درنووا (۱۳۵)
- گولووو (۲۱۲)
- گوستییه (۳۴۴)
- یابلانیتسا (۹۲۴)
- کریوا رکا (۱۱۳۵)
- یوبیش (۷۰۵)
- ماچکات (۸۰۶)
- موشوته (۲۷۷)
- راکوویتسا (۱۰۸)
- روژانستوو (۴۵۷)
- رودین (۱۵۹)
- ساینووینا (۸۱۰)
- سمگنگوو (۳۰۰)
- سیروگوینو (۷۶۳)
- Šljivovica (573)
- ستوبلو (۲۱۴)
- تریپکووا (۳۷۲)
- ترناوا (۲۸۲)
- ژیینه (۱۵۳)
- زلاتیبور (۲۳۴۴)

### چوکا
- باناتسکی مونوشتور (۱۳۵)
- چوکا (۴۷۰۷)
- تسرنا بارا (۵۶۸)
- یازووو (۹۷۸)
- اوستوییچوو (۲۸۴۴)
- پادی (۲۸۸۲)
- ساناد (۱۳۱۴)
- وربیتسا (۴۰۴)

## Ć

### چیچواتس
- برایینا (۱۱۸)
- چیچواتس (۵۰۹۴)
- گراد ستالاچ (۸۰۰)
- Lučina (927)
- مویسینگه (۳۶)
- مرزنیتسا (۲۲۱)
- پلوچنیک (۵۹۳)
- پویاته (۹۸۶)
- ستالاچ (۱۸۲۸)
- تروباروو (۱۵۲)

### چوپریا
- باتیناتس (۸۷۱)
- بیگرنیتسا (۹۷۹)
- چوپریا (۲۰۵۸۵)
- دووریتسا (۲۴۶)
- ایسکوو، صربستان (۶۴۶)
- ایوانکوواتس (۲۶۷)
- یوواتس (۱۲۵۸)
- کووانیستا (۱۹۰)
- کروشار (۱۵۴۶)
- مئیاتوواتس (۱۷۱۲)
- اوستریکوواتس (۵۷۴)
- پالیانه (۵۳۵)
- سنیه (۱۴۶۸)
- سوپسکا (۱۴۳۴)
- ویرینه (۸۸۴)
- ولاشکا (۳۷۲)

## D

### دسپوتوواتس
- بالایناتس، دسپوتوواتس (۴۷۸)
- باره، دسپوتوواتس (۲۴)
- بلیایکا (۲۶۵)
- بوگاوا (۵۷۶)
- برستوو، دسپوتوواتس (۳۹۷)
- بوکوواتس، دسپوتوواتس (۴۹۰)
- دسپوتوواتس (۴۳۶۳)
- دووریشته، دسپوتوواتس (۵۶۵)
- گرابوویتسا، دسپوتوواتس (۸۰۱)
- یاسنوو، دسپوتوواتس (۸۸۲)
- یلوواتس (۳۴۹)
- یزرو، دسپوتوواتس (۴۳۳)
- لیپوویتسا، دسپوتوواتس (۴۵۰)
- لومنیتسا (۱۰۳۳)
- ماکویشته (۲۴)
- مدوجا (۸۸۰)
- میلیوا (۱۰۵۹)
- پانیواتس (۵۱۹)
- پلاژانه (۱۵۴۱)
- پوپوونیاک (۳۳۷)
- راونا رکا، دسپوتوواتس (۳۸۰)
- رساویتسا، دسپوتوواتس (۲۳۶۵)
- رساویتسا (۱۵۹)
- سنیسکی رودنیک (۵۹۵)
- Sladaja (788)
- ستنیواتس (۷۳۷)
- ستراموستن (۹۰۲)
- تروچواک (۳۸۳)
- ولیکی پپویچ (۱۴۵۵)
- ویتانتسه (۷۲۸)
- ووینیک، دسپوتوواتس (۹۴۶)
- ژیدیلیه (۱۵۸)
- زلاتوو (۵۴۹)

### دیمیتروگراد
- Bačevo (19)
- بایو دول (۸)
- بانگسکی دول (۱۹)
- باریه (۴۲)
- بلش (۸۳۰)
- بیلو (۱۴)
- براچوتسی (۱۲)
- بربونیتسا (۶۲)
- دیمیتروگراد (۶۹۶۸)
- دونژا نولژا (۳۱)
- دونگی کریوودول (۱۹)
- دراگوویتا (۸۱)
- گویین دول (۲۶۴)
- گورنگا نویا (۴۰)
- گورنگی کریوودول (۱۷)
- گرادینگ (۲۰۴)
- Grapa (4)
- گولنووتسی (۶۰)
- ایسکرووتسی (۳۸)
- ایزاتووتسی (۳۱)
- کامنیتسا (۳۰)
- کوسا ورانا (۱۶۶)
- لوکاویتسا (۴۲۹)
- مازگوش (۲۷)
- مویینتسی (۳۴)
- پاسکاشییا (۱۱)
- پتاچینتسی (۱۹)
- پترلاش (۳۳)
- پلانینیتسا (۸)
- پوگانووو (۷۷)
- پراچا (۲)
- پروتوپوپینتسی (۵۵)
- رادینا (۸۷)
- سنوکوس (۴۴)
- سکرونیتسا (۳۲)
- سلیونیتسا (۱۸)
- سمیلووتسی (۱۶۳)
- ترنسکی اودورووتسی (۱۸۳)
- ورزار (۹)
- ویسوچکی اودورووتسی (۱۳۵)
- ولکووییا (۱۷)
- وراپچا (۱۲)
- ژیوشا (۱۳۹۴)

### دویواتس
- بلوتیناتس (۱۳۲۱)
- چاپییناتس (۱۰۰۸)
- چچینا (۸۳۴)
- چورلینا (۱۹۳)
- دویواتس (۱۶۲۵)
- کلیسورا (۱۸۴)
- کنژیتسا (۵۸۶)
- کوچانه (۱۵۹۱)
- مالوشیشته (۲۹۳۳)
- مکیش (۱۱۳۷)
- اوریانه (۱۶۱۲)
- پروتینا (۲۰۴)
- پوکوواتس (۳۹۵۶)
- روسنا (۵۱۶)
- شایینوواتس (۹۵۵)
- شارلینتسه (۹۰۶)

## G

### گاجین خان
- چاگروواتس (۱۶۱)
- چلییه (۶۲)
- دونگه دراگوویه (۴۵۲)
- دونگی باربش (۲۱۷)
- دونگی دوشنیک (۵۹۱)
- دوگا پویانا (۶۰)
- دوکات (۲۶۵)
- گاجین خان (۱۲۴۵)
- ایستگاه قطار (۵۹)
- گورنگه دراگوویه (۴۳۱)
- گورنگه ولاسه (۱۷۱)
- گورنگی باربش (۴۸۸)
- گورنگی دوشنیک (۲۳۷)
- Grkinja (771)
- یاگلیچیه (۹۲)
- کالتیناتس (۱۰۱)
- کوپریونیتسا (۹۹)
- کراستاوچه (۱۱۰)
- لیچیه (۴۱۴)
- مالی کرچیمیر (۲۵۶)
- مالی ورتوپ (۱۵۰)
- مارینا کوتینا (۳۴۷)
- مییکوواتس (۵۰)
- نووو سلو (۴۷)
- اووسینگیناتس (۲۳۷)
- راونا دوبراوا (۴۵۰)
- شبت (۷۹)
- سمچه (۳۰۹)
- سوپوتنیتسا (۲۴۸)
- تاسکوویچی (۴۰۳)
- Toponica (947)
- ولیکی کرچیمیر (۴۶۶)
- ولیکی ورتپ (۲۷۰)
- ویلاندریتسا (۱۷۹)

### گولوباک
- باریچ (۴۶۴)
- بیکینگه (۲۶۵)
- برانیچوو (۹۴۲)
- برنگیتسا (۳۹۱)
- دوبرا (۶۷۸)
- دونگا کروشویتسا (۳۵۰)
- دوشمانیچ (۱۷۶)
- دووریشته (۳۰۵)
- گولوباک (۱۸۹۶)
- کلنگه (۴۹۳)
- کریواچا (۴۲۹)
- کودرش (۱۹۳)
- مالشوو (۲۹۱)
- مییویچ (۵۲۷)
- مرچکوواتس (۳۲۸)
- پونیکو (۹۷)
- رادوشواتس (۲۶۱)
- سلادیناتس (۱۹۱)
- سنگوتین (۲۰۱)
- شوواییچ (۳۳۹)
- اوسییه (۳۱۹)
- وینتسی (۳۴۵)
- ووییلووو (۲۹۰)
- ژیتکوویتسا (۱۴۲)

### گورنیی میلانوواس
- بلو پویه (۲۵۶)
- برشیچی (۳۵۱)
- بوگدانیتسا (۳۱۲)
- بولیکووچی (۴۸۹)
- براییچی (۶۵)
- برجانی (۱۲۲۷)
- برزنا (۲۰۹)
- برزوویتسا (۱۲۶)
- بروسنیتسا (۶۵۰)
- تسرووا (۱۱۲)
- داویدوویتسا (۹۱)
- دونگا تسرنوچا (۳۲۳)
- دونگا ورباوا (۶۵۴)
- دونگی برانتیچی (۱۳۴)
- دراگوی (۳۶۴)
- درنووا (۲۶۴)
- دروژتیچی (۷۰۳)
- گوینا گورا (۷۳۵)
- گورنگا تسرنوچا (۲۳۹)
- گورنگا ورباوا (۱۴۵)
- گورنگی بانگانی (۲۲۷)
- گورنگی برانتیچی (۵۷۸)
- گورنیی میلانوواس (۲۳۹۸۲)
- گرابوویتسا (۴۹۶)
- یابلانیتسا (۳۳۱)
- کالیمانیچی (۱۸۱)
- کامنیتسا (۳۷)
- کلاتیچوو (۲۸۱)
- کوشتونیچی (۶۶۰)
- کریوا رکا (۱۰۲)
- لوشیچی (۱۶۲)
- لیپوواتس (۳۰۴)
- لیوایا (۱۱۵)
- لیوتوونیتسا (۱۹۰)
- لوچوتسی (۹۰)
- لوزانی (۳۴۰)
- لونیویتسا (۵۱۲)
- مایدان (۵۱۳)
- موتانی (۱۰۴)
- ناکوچانی (۱۲۳)
- نواده (۵۴۹)
- اوزرم (۳۴۳)
- پولوم (۲۷۵)
- پرانیانی (۱۷۸۶)
- پرنگاوور (۱۰۷)
- ریینتسی (۲۴۴)
- روچیچی (۱۴۴)
- رودنیک (۱۷۰۶)
- شارانی (۳۴۴)
- سمردراژ (۲۶۴)
- شیلوپای (۱۳۵)
- سینوشویچی (۲۰۰)
- سرزویوتسی (۴۲۴)
- سوراچکووتسی (۴۹۱)
- تاکوو (۴۹۳)
- توچین (۶۹۰)
- ترودلژ (۴۱۰)
- اوگرینووتسی (۴۸۰)
- ورنیک (۱۵۴)
- ولرچ (۵۹۹)
- وراچوشنیتسا (۱۵۰)
- ورنچانی (۳۸۳)
- زاگراجه (۴۹۳)

### گروتسکا
- بگاییتسا (۳۲۵۵)
- بولچ (۵۷۵۰)
- برستوویک (۱۰۷۶)
- دراژانگ (۱۵۴۸)
- گروتسکا (۸۳۳۸)
- کالوجریسا (۲۲۲۴۸)
- کامندول (۱۰۶۷)
- لشتانه (۸۴۹۲)
- پودارتسی (۱۴۱۰)
- ریتوپک (۲۲۸۴)
- اومچاری (۲۸۸۰)
- وینچا (۵۸۱۹)
- ورچین (۸۶۶۷)
- Zaklopača (2252)
- Živkovac (380)

## I

### اینجییا
- بشکا (۶۲۳۹)
- چورتانووتسی (۲۳۰۸)
- اینجییا (۲۶۲۴۷)
- یارکووتسی (۶۰۴)
- کرچدین (۲۸۷۸)
- یوکووو (۱۶۰۴)
- مارادیک (۲۲۹۸)
- نووی کارلووتسی (۳۰۳۶)
- نووی سلانکامن (۳۴۵۵)
- سلانکامناچکی وینوگرادی (۲۶۶)
- ستاری سلانکامن (۶۷۴)

### ایریگ
- دوبرودول (۱۲۷)
- گرگتگ (۸۵)
- ایریگ (۴۸۴۸)
- یازاک (۱۱۰۰)
- کروشدول سلو (۳۸۸)
- کروشدول پرنگاوور (۲۷۷)
- مالا رمتا (۱۵۱)
- نرادین (۵۵۱)
- ریویتسا (۶۵۷)
- شاترینتسی (۳۹۹)
- ولیکا رمتا (۴۲)
- وردنیک (۳۷۰۴)

### ایوانئیتسا
- بدینا واروش (۱۶۸۱)
- براتلیوو (۲۲۰)
- برزووا، ایوانئیتسا (۵۵۱)
- بروسنیک (۴۳۶)
- بودوژلیا (۲۸۲)
- بوکوویتسا، ایوانئیتسا (۱۶۸۶)
- چچینا (۲۴۳)
- داییچی (۳۱۳)
- درتین (۲۵۹)
- دویچی (۱۸۹)
- دوبری دو (۳۰۸)
- دوباروا، ایوانئیتسا (۱۸۳۹)
- ارچگه (۲۰۰)
- گلجیتسا (۲۶۹)
- گراداتس (۸۶)
- ایوانئیتسا (۱۲۳۵۰)
- یاوورسکا راونا گورا (۱۳۹)
- کاتیچی (۱۲۵)
- کلکووا (۱۵۸)
- گومادینه، ایوانئیتسا (۲۱۸)
- Koritnik (424)
- کوسوویتسا (۲۴۰)
- کووییه (۱۵)
- کومانیتسا (۲۴۰)
- کوشیچی (۵۵۵)
- لیسا (۱۱۱۳)
- لوکه (۱۰۳۷)
- مانا (۲۲۷)
- ماسکووا (۲۵۴)
- مدووینه (۱۶۳)
- مجورچیه (۱۵۶)
- موچیوتسی (۱۴۳)
- اوپالینیک (۲۷۳)
- اوسونیتسا (۸۶۰)
- پرسکا (۵۲۰)
- پریلیکه (۱۳۹۵)
- رادالیوو (۱۰۱۰)
- راونا گورا (۱۰۵)
- روکتسی (۴۸۰)
- رووینه، ایوانئیتسا (۱۰۹)
- شارنیک (۵۵۵)
- سیوچینا (۲۵۲)
- سمییواتس (۱۶۵)
- شومه (۱۲۸۴)
- سوشتیتسا (۱۲۵۸)
- وسیلجویچی (۶۴)
- ویونیتسا (۲۷۹)
- ورمبایه (۳۹۰)
- ووچاک (۳۲۷)

## J

### یاگودینا
- باگردان (۸۹۰)
- بلیتسا، یاگودینا (۳۹۳)
- برسیه، یاگودینا (۶۵۶)
- بوکووچه، یاگودینا (۷۵۰)
- بونار (۴۹۵)
- تسرنچه، یاگودینا (۲۴۸)
- دئونیتسا (۵۵۰)
- دوبرا وودا، یاگودینا (۴۳۰)
- دونگه شتیپیه (۲۷۲)
- دونگی راچنیک (۶۴۹)
- دراگوتسوت (۱۰۰۳)
- دراگوشواتس (۵۰۱)
- دراژمیروواتس (۴۳۸)
- دوبوکا، یاگودینا (۷۳۷)
- گلاوسنتسی (۶۳۶)
- گلوگوواتس، یاگودینا (۱۵۶۱)
- گورنگه شتیپیه (۱۹۰)
- گورنگی راچنیک (۱۲۴)
- ایوکوواچکی پرنیاوور (۱۰۲)
- یاگودینا (۳۵۵۸۹)
- یوشانیچکا پرنیاوور (۴۵)
- کالنوواتس (۲۷)
- کوچینو سلو (۹۵۲)
- Kolare (619)
- کونچاروو (۱۶۲۸)
- کوواچواتس، یاگودینا (۲۳۵)
- لووتسی، یاگودینا (۸۶۱)
- لوزوویک، یاگودینا (۳۲۸)
- لوکار، صربستان (۱۳۹)
- مایور، یاگودینا (۲۷۷۷)
- مالی پوپوویچ (۴۴۵)
- مدویواتس (۱۶۵)
- مجورچ (۴۳۰)
- میلوشوو، یاگودینا (۱۲۲۹)
- میشویچ (۲۳۳)
- نوو لانیشته (۶۹۴)
- رایکیناتس (۴۹۵)
- راتیتوو، یاگودینا (۱۷۲۹)
- ریباره، یاگودینا (۳۱۶۵)
- ریبنیک، یاگودینا (۳۰۴)
- شانتاروواتس (۴۵۳)
- سیوکوواتس (۳۸۱)
- سلاتینا، یاگودینا (۲۲۸)
- ستارو لانیشته (۵۶۰)
- ستارو سلو، یاگودینا (۷۶)
- ستریژیلو (۴۷۹)
- شولیکوواتس (۶۹۵)
- توپولا، یاگودینا (۳۶)
- ترناوا، یاگودینا (۲۲۳۷)
- وینوراچه (۷۹۹)
- وولیاوچه (۱۸۱۳)
- ورانوواتس (۱۵۹)
- وربا، یاگودینا (۲۶۴)

## K

### کانیژا
- ادورجان (۱۱۲۸)
- دولینه (۵۱۶)
- هورگوش (۶۳۲۵)
- کانیژا (۱۰۲۰۰)
- ماله پییاتسه (۱۹۸۸)
- مالی پساک (۱۱۵)
- مارتونوش (۲۱۸۳)
- نووو سلو (۲۱۱)
- اوروم (۱۵۶۱)
- توتووو سلو (۷۰۹)
- ترشنگواتس (۱۸۶۸)
- ولبیت (۳۶۶)
- Zimonić (۳۴۰)

### کیکیندا
- باناتسکا توپولا (۱۰۶۶)
- باناتسکو ولیکو سلو (۳۰۳۴)
- باشاید (۳۵۰۳)
- ایجوش (۲۱۷۴)
- کیکیندا (۴۱۹۳۵)
- موکرین (۵۹۱۸)
- ناکووو (۲۴۱۹)
- Novi Kozarci (2277)
- روسکو سلو (۳۳۲۸)
- سایان (۱۳۴۸)

### کلادووا
- برزا پالانکا (۱۰۷۶)
- داویدوواتس (۶۱۰)
- گرابوویتسا (۸۸۰)
- کلادووا (۹۱۴۲)
- کلادوشنیتسا (۷۲۷)
- کوربووو (۱۰۶۷)
- کوستول (۱۰۵۳)
- کوپوزیشته (۳۱۷)
- یوبیچواتس (۴۵۸)
- مالا وربیتسا (۷۸۳)
- ماناستیریتسا (۲۵۰)
- میلوتینوواتس (۱۸۶)
- نووی سیپ (۹۰۹)
- پترووو سلو (۱۲۹)
- پودورشکا (۱۱۴۳)
- رچیتسا (۴۵)
- رکا (۲۷۸)
- رتکووو (۱۰۱۲)
- تکییا (۹۶۷)
- وایوگا (۵۶۳)
- ولسنیکا (۲۶۵)
- ولیکا کمنیکا (۷۵۷)
- ولیکا وربیکا (۹۹۶)

### کنیچ
- بایچتینا (۲۹)
- بالوساوه (۴۴۰)
- باره (۳۹۰)
- بچویتسا (۳۶۴)
- بوراچ (۶۹۲)
- برستوواتس (۲۲۴)
- برنگیتسا (۳۴۸)
- بومباروو بردو (۵۲۰)
- تشستین (۶۷۴)
- دراگوشیتسا (۲۴۷)
- دوبراوا (۱۷۳)
- گرابوواتس (۷۶۰)
- گریواتس (۴۵۸)
- گروژا (۲۰۱)
- گوبرواتس (۷۹۰)
- گونتساتی (۹۴۳)
- کیکویواتس (۱۸۷)
- کنژواتس (۲۰۸)
- کنیچ (۲۲۹۴)
- کونگوشا (۱۹۰)
- کوسوواتس (۱۸۲)
- لسکوواتس (۲۹۴)
- لیپنیتسا (۵۶۷)
- یوبیچ (۳۸۵)
- یویاتسی (۳۶۹)
- اوپلانیچ (۴۵۶)
- پایسییویچ (۵۴۵)
- پرتوکه (۵۷۷)
- رادمیلوویچ (۲۶۰)
- راشکوویچ (۲۲۶)
- سوموروواتس (۱۳۳)
- Toponica (364)
- وربتا (۱۶۹)
- ووچکوویتسا (۷۶۹)
- زابوینیتسا (۴۶۲)
- ژونگه (۲۵۸)

### کنگاژواتس
- الدینا رکا (۱۲)
- الدیناک (۲۶)
- بالانوواتس (۳۲۸)
- بالیناتس (۳۸)
- بالتا بریلوواتس (۱۸۷)
- بانگسکی اورشاتس (۹۶)
- بلی پوتوک (۲۴۳)
- برچینوواتس (۱۷۲)
- بوژینوواتس (۲۶)
- بوچیه (۳۶۹)
- بولینوواتس (۱۹۴)
- تسرنی ورخ (۱۳۳)
- تسرونگه (۱۵۲)
- چوشتیتسا (۲۵۳)
- دبلیتسا (۴۲۳)
- دیانوواتس (۲۷)
- دونگا کامنیتسا (۳۶۰)
- دونگا سوکولوویتسا (۱۳۶)
- دونگه زونیچه (۴۰۷)
- درچینوواتس (۸۸)
- درنوواتس (۱۴۱)
- درونیک (۱۵)
- گابروونیتسا (۱۰)
- گلوگوواتس (۷۳)
- گورنگا کامنیتسا (۳۷۷)
- گورنگا سوکولوویتسا (۴۱)
- گورنگه زونیچه (۴۷۵)
- گرادیشته (۳۱)
- گرزنا (۳۲۹)
- اینووو (۱۰۰)
- یاکوواتس (۳۴۹)
- یالوویک ایزوور (۲۳۸)
- یانگا (۳۷)
- یلاشنیتسا (۲۱۲)
- کالیچینا (۲۵۶)
- کالنا (۵۵۳)
- کاندالیتسا (۵۲)
- کنگاژواتس (۱۹۳۵۱)
- کوزی (۱۸۱)
- کرنتا (۱۳۷)
- لپنا (۱۳۷)
- لوکوا (۶۹)
- مانگیناتس (۱۲۲)
- مییکوواتس (۱۵۴)
- مینیچوو (۸۲۸)
- موچیبابا (۱۱۰)
- نووو کوریتو (۲۰۸)
- اورشاتس (۳۳۵)
- اوشیانه (۲۵۶)
- پاپراتنا (۱۳)
- پتروشا (۱۲۰)
- پودویس (۳۶۹)
- پونور (۱۴۴)
- پوترکانگه (۸۳)
- پریچواتس (۵۴)
- رادیچواتس (۵۹)
- راونا (۲۵۲)
- راونو بوچیه (۲۸)
- رگوشته (۳۱۹)
- شاربانوواتس (۲۵)
- شستی گابار (۱۷۳)
- سکروبنیتسا (۱۷۸)
- سلاتینا (۱۲۴)
- ستانگیناتس (۹۵)
- ستارو کوریتو (۵۱)
- شتیپینا (۵۳۱)
- شتیتاراتس (۶۱)
- ستوگازوواتس (۱۳۲)
- شترباتس (۲۴۶)
- شومان توپلا (۷۷)
- سورییشکا توپلا (۱۱۲)
- تاتراسنیتسا (۵)
- ترگوویشته (۱۹۵۳)
- ترنوواتس (۲۲۷)
- والواتس (۲۸۱)
- وسیلج (۷۵۷)
- ویدوواتس (۴۵)
- وینا (۴۲۴)
- ویتکوواتس (۳۵۲)
- ولاشکو پویه (۱۷۲)
- ورتوواتس (۲۱۸)
- ژلنه (۱۶۱)
- زورونوواتس (۱۷۹)
- زوبتیناتس (۱۹۱)
- ژوکوواتس (۱۱۴)

### کوتسیوا
- باتالاگه (۵۰۱)
- برداریتسا (۱۵۱۹)
- Bresnica (229)
- چوکووینه (۳۷۵)
- دونگه تسرنییوو (۹۸۱)
- دراگینگه (۱۷۰۱)
- دروژتیچ (۶۶۹)
- گالوویچ (۲۳۵)
- Goločelo (584)
- گرادویویچ (۲۵۰)
- Kamenica (696)
- کوتسیوا (۴۶۴۵)
- Ljutice (593)
- مالی بوشنگاک (۳۰۰)
- Subotica (289)
- سویلووا (۱۸۰۷)
- زوکوه (۲۶۲)

### کوسیریچ
- بیلوپریتسا (۳۱۴)
- برایکوویچی (۷۲۴)
- تسیکوته (۲۷۲)
- دونگا پولوشنیتسا (۹۷)
- درنووتسی (۳۹۵)
- دوبنیتسا (۱۴۲)
- گالوویچی (۲۶۳)
- گودچوو (۵۹۹)
- گودیوو (۳۴۸)
- گورنگا پولوشنیتسا (۱۵۲)
- کوسیریچ (۴۱۱۶)
- کوسیریچ (۱۰۲۳)
- ماکوویشته (۸۹۳)
- میونیتسا (۱۸۴)
- مرچیچی (۲۹۷)
- موشیچی (۴۳۳)
- پارامون (۸۰)
- رادانووتسی (۵۳۱)
- روسیچی (۳۱۶)
- رودا بوکوا (۱۱۸)
- سچا رکا (۸۵۳)
- شوریوگه (۳۳۴)
- سکاکاوتسی (۲۷۴)
- ستوییچی (۱۵۹)
- سوبیل (۲۱۹)
- توبیچی (۵۳۵)
- والا (۳۳۰)

### کوواچیتسا
- تسرپایا (۴۸۵۵)
- دبیاچا (۵۳۲۵)
- ایدوور (۱۱۹۸)
- کوواچیتسا (۶۷۶۴)
- پادینا (۵۷۶۰)
- پوتنیکووو (۲۴۳)
- ساموش (۱۲۴۷)
- اوزدین (۲۴۹۸)

### کووین
- باوانیشته (۶۱۰۶)
- دلیبلاتو (۳۴۹۸)
- دوبوواتس (۱۲۸۳)
- گای (۳۳۰۲)
- کووین (۱۴۲۵۰)
- مالو باوانیشته (۴۲۰)
- مراموراک (۳۱۴۵)
- پلوچیتسا (۲۰۴۴)
- سکورنوواتس (۲۵۷۴)
- شوماراک (۱۸۰)

### کرالیفو
- ادرانی (۲۱۹۸)
- باپسکو پویه (۲۶۰)
- باره (۱۶۵)
- بوگوتوواتس (۵۴۷)
- بویانیچی (۹۴)
- بورووو (۱۷۴)
- برسنیک (۱۸۴)
- برزنا (۱۰۴)
- برزووا (۴۸۲)
- بوکوویتسا (۵۹۹)
- بزوویک (۲۰۵)
- تسریه (۶۲۵)
- چیبوکوواتس (۱۱۱۴)
- چوکویواتس (۱۲۰۴)
- تسوتکه (۱۰۷۰)
- جاکووو (۲۴۴)
- ددوجی (۳۴۱)
- دولاتس (۱۹۸)
- دراگوسینگتسی (۶۷۲)
- دراکچیچی (۶۳۸)
- دراژینیچه (۱۰۸)
- درلوپا (۱۴۳)
- گلدیچ (۳۵۲)
- گوداچیتسا (۱۰۶۶)
- گوکچانیتسا (۸۶)
- گردیتسا (۷۳۰)
- یارچویاک (۸۳۶)
- کامنیتسا (۱۸۰)
- کامنگانی (۲۸۳)
- کوناروو (۳۳۷۲)
- کوواچی (۱۲۹۷)
- کووانلوک (۲۱۳۳)
- کرالیفو (۵۷۴۱۱)
- لاجوتسی (۱۲۵۸)
- لازاتس (۸۶۵)
- لشوو (۳۲۴)
- لوپاتنیتسا (۳۰۳)
- لوزنو (۱۳۳)
- Maglič (۴۵)
- ماتاروگه (۳۸۳)
- ماتاروشکا بانگا (۲۷۳۲)
- مجورچیه (۹۸)
- میانیتسا (۱۶۳)
- متیکوش (۶۸۸)
- میلاکوواتس (۵۹۳)
- میلاوچیچی (۴۳۲)
- میلیچه (۲۹۳)
- میلوچای (۱۰۸۵)
- ملانچا (۲۶۰)
- مرساچ (۱۳۵۰)
- موسینا رکا (۲۷۴)
- اوبروا (۷۲۰)
- اوپلانیچی (۹۱۱)
- اوریا گلاوا (۱۳۱)
- پچنوگ (۴۶۰)
- پکچانیتسا (۳۰۹)
- پتروپویه (۲۸۶)
- پلانا (۳۹)
- پولومیر (۳۰۹)
- پوپوویچی (۳۰۰)
- پردوله (۱۷۰)
- پروگورلیتسا (۹۰۲)
- Ratina (2715)
- راوانیتسا (۷۸۴)
- رکا (۱۶۶)
- ریبنیتسا (۲۷۷۹)
- روچویچی (۴۰۵)
- رودنگاک (۲۷۸)
- رودنو (۳۰۲)
- سامایلا (۱۶۳۶)
- ساوووو (۱۶۶)
- سیبنیتسا (۲۴۳)
- سیرچا (۱۳۴۷)
- ستانچا (۹۱)
- ستوبال (۱۳۱۴)
- شوماریتسه (۵۴۴)
- تادنگه (۸۱)
- تاونیک (۱۲۷۱)
- تپچه (۱۹۵)
- تولیشنیتسا (۳۰۶)
- ترگوویشته (۳۹)
- اوشچه (۲۰۴۰)
- ویتانوواتس (۱۶۴۹)
- ویتکوواتس (۸۳۱)
- وربا (۱۲۸۶)
- وردیلا (۹۲۵)
- Vrh (94)
- زاکلوپاچا (۹۷۱)
- زاکوتا (۱۹۶)
- زامچانگه (۳۱)
- زاساد (۱۰۹)
- ژیچا (۳۹۸۲)

### کراگویواتس
- آدژینه لیواده (۷۳)
- بالیکوواتس (۶۲۱)
- بوتونیه (۶۴۹)
- بوکوروواتس (۲۲۹)
- تسروواتس (۹۰۴)
- تسوتویواتس (۷۱۹)
- چومیچ (۱۶۰۰)
- دسیمیروواتس (۱۴۰۱)
- دیووستین (۳۹۹)
- دوبراچا (۴۹۳)
- دونگا سابانتا (۶۵۱)
- دونگه گربیتسه (۵۵۷)
- دونگه کوماریتسه (۵۴۵)
- دراچا (۸۲۸)
- دراگوبراچا (۸۴۵)
- درنوواتس (۳۵۶)
- دولنه (۲۱۸)
- جوریسلو (۶۹۹)
- اردچ (۶۷)
- Goločelo (541)
- گورنگا سابانتا (۸۳۹)
- گورنگه گربیتسه (۲۷۳)
- گورنگه یاروشیتسه (۶۵۵)
- گورنگه کوماریتسه (۳۲۲)
- گروشنیتسا (۱۲۸۰)
- یووانوواتس (۱۱۶۵)
- یابوچیه (۱۵۴)
- کامنیتسا (۴۳۱)
- Kotraža (304)
- کورمان، پریوارا (۶۹۲)
- کراگویواتس (۱۵۰۸۳۵)
- Kutlovo (236)
- لوژنیتسه، کراگویواتس (۱۰۶۵)
- Ljubičevac (83)
- مارشیچ (۲۹۴)
- Mala Vrbica (249)
- مالی شنگ (۱۰۰)
- ماسلوشوو (۴۷۸)
- میرونیچ (۹۹)
- نووی میلانوواتس (۴۰۶)
- اوپورنیتسا (۴۵۲)
- پایازیتووو (۲۴۱)
- پوسکوریتسه (۵۷۳)
- پرکوپچا (۱۲۳)
- راماچا (۳۴۰)
- Resnik (1147)
- روگویواتس (۴۰۴)
- ستراگاری (۹۶۷)
- Šljivovac (493)
- ترشنگواک (۲۴)
- ترمباس (۵۹۵)
- ولیکا سوگوبینا (۲۸۴)
- ولیک پچلیک (۶۷۳)
- ولیکی شنج (۳۵۰)
- وینگیشته (۴۱۲)
- ولاکچا (۶۷۱)

### کروپانگ
- بانگواتس (۵۰۰)
- Bela Crkva (755)
- بوگوشتیتسا (۲۶۹)
- برزوویتسه (۹۶۴)
- برشتیتسا (۱۲۵۴)
- تسرووا (۹۶۵)
- تسوتویا (۲۷۳)
- دوورسکا (۱۰۶۴)
- کوستاینیک (۱۰۴۸)
- کراساوا (۶۴۹)
- کروپانگ (۴۹۱۲)
- کرژاوا (۸۰۶)
- لیکودرا (۸۷۴)
- لیپنوویچ (۶۰۳)
- مویکوویچ (۷۹۰)
- پلانینا (۲۰۴)
- راونایا (۳۲۳)
- شییوووا (۸۴۹)
- ستاوه (۴۵۰)
- تولیساواتس (۶۶۷)
- تومانگ (۴۳۳)
- وربیچ (۵۷۸)
- زاولاکا (۹۶۲)

### کروشواتس
- بگووو بردو (۵۲۶)
- بلا وودا (۱۳۸۷)
- بلاسیتسا (۴۰۲)
- بیوویه (۳۳۰)
- بویینتسه (۸۲)
- بویواتس (۱۵۱)
- بووان (۱۷۹)
- برایکوواتس (۳۶۷)
- بوتشی (۴۳۳)
- بوکوویتسا (۲۴۲)
- چلییه (۲۶۸)
- تسرووا (۴۰۱)
- چیتلوک (۳۱۵۴)
- تسرکوینا (۲۱۰)
- ددینا (۲۷۷۵)
- دوبرومیر (۱۳۱)
- دویانه (۲۶۲)
- دونگی ستپوش (۴۸۴)
- جونیس (۸۱۲)
- دوورانه (۵۹۴)
- گاگلووو (۸۱۱)
- گاری (۵۳۵)
- گاوز (۱۴۰)
- گلوباره (۴۰۲)
- گلوبودر (۱۶۵۶)
- گورنگی ستپوش (۸۳۲)
- گروتسی (۴۱۵)
- گرکیانه (۴۶۸)
- یابلانیتسا (۶۴۲)
- یاسیکا (۲۰۴۰)
- Jošje (291)
- کامناره (۴۷۴)
- Kaonik (1460)
- کاپیجییا (۱۴۸۵)
- کوبییه (۷۱۰)
- Komorane (113)
- کونگوخ (۱۱۳۹)
- کوشوی (۳۹۳)
- کروشواتس (۵۷۳۴۷)
- کرواویتسا (۸۶۲)
- کوکیین (۱۷۹۴)
- لازارواتس (۶۷۱)
- لازاریتسا (۱۵۲۱)
- لیپوواتس (۳۴۵)
- یوباوا (۵۲۵)
- لووتسی (۲۲۸)
- لوکاواتس (۲۸۷)
- ماچکوواتس (۱۲۹۵)
- مایدوو (۴۹۱)
- ماکرشانه (۱۶۱۸)
- مالا رکا (۱۷۴)
- مالا وربنیتسا (۲۶۲)
- مالی کوپتسی (۴۰۷)
- مالی شییگوواتس (۶۵۷)
- مالو گولوووده (۲۳۶۹)
- مالو کروشینتسه (۱۴۵)
- مشوو (۶۲۶)
- مودریتسا (۷۶۴)
- مودراکوواتس (۳۳۶۶)
- ناوپاره (۵۸۰)
- پادژ (۸۷۷)
- پاکاشنیتسا (۱۹۲۹)
- پارونوواتس (۲۱۷۹)
- Pasjak (312)
- پپیواتس (۲۱۰۱)
- پتینا (۳۵۳)
- پویاتسی (۳۹۳)
- پوزلاتا (۱۲۵)
- ریباره (۶۹۷)
- ریبارسکا بانگا (۲۷۷)
- رلیتسا (۴۱)
- روسیتسا (۲۴۱)
- شاناتس (۱۱۵۳)
- شاشیلوواتس (۳۸۵)
- شاورانه (۷۰۶)
- سبچواتس (۵۴۶)
- سزمچه (۲۵۰)
- سلاتینا (۱۰۴)
- شوگوی (۱۶۶)
- سرندایه (۶۶)
- سرنگه (۹۱۲)
- ستانتسی (۴۱۷)
- شتیتاره (۵۳۵)
- سوشیتسا (۸۷۸)
- سووایا (۳۶۷)
- تکییا (۸۸۹)
- تربوتین (۶۸۱)
- ترمچاره (۷۱۵)
- ولیکا کروشویکا (۸۰۶)
- ولیکا لمنیکا (۸۹۹)
- ولیکی کوپکی (۱۰۳۵)
- ولیکی شیلجگوک (۲۶۸۲)
- ولیکو گلود (۸۷۵)
- ولیکو کروشینک (۱۰۹)
- ویتانوواتس (۶۴۸)
- وراتاره (۴۶۲)
- ووچاک (۳۴۸)
- ژاباره (۳۶۱)
- زدراوینگه (۸۹۸)
- زبیتسا (۲۰۶)
- زوبوواتس (۲۱۴)

### کوچوو
- بلاگویو کامن (۳۸)
- برودیتسا (۴۶۸)
- بوکووسکا (۵۰۳)
- تسرموشنگا (۳۱۷)
- تسروویتسا (۳۸۱)
- دوبوکا (۱۱۱۰)
- کائونا (۷۱۲)
- کوچاینا (۴۶۸)
- کوچوو (۴۵۰۶)
- یشنیتسا (۲۳۶)
- مالا برسنیتسا (۱۳۵)
- میشینوواتس (۴۶۵)
- موستاپیچ (۷۴۰)
- نرسنیتسا (۲۳۶۵)
- رابرووو (۱۲۱۹)
- رادنکا (۸۰۳)
- راکووا بارا (۴۶۴)
- راونیشته (۱۳۱)
- سنا (۲۳۲)
- شویتسا (۸۰۹)
- سرپتسه (۱۵۱)
- توریجا، کوچوو (۵۹۹)
- ولیکا برسنیکا (۲۸۱)
- وولویا (۱۱۲۳)
- ووکوویچ (۳۰۱)
- زلنیک (۲۵۱)

### کولا
- تسرونکا (۱۰۱۶۳)
- کروشچیچ (۲۳۵۳)
- کولا (۱۹۳۰۱)
- لیپار (۱۸۰۷)
- نووا تسرونکا (۵۲۴)
- روسکی کرستور (۵۲۱۳)
- سیواتس (۸۹۹۲)

### کورشوملیا
- بابیتسا (۹۰)
- باچوگلاوا (۲۶۳)
- بارلووو (۱۶۶)
- بلو پویه (۱۵۱)
- بوگویواتس (۸۴)
- دابینوواتس (۶۴)
- جاکه (۸۳)
- دانکوویچه (۲۳۲)
- ددیناتس (۱۲۴)
- دگرمن (۸۸)
- دشیشکا (۳۸)
- دوبری دو (۱۰۹)
- دونگا میکویانا (۸۳)
- دونگه توچانه (۱۲۲)
- دوبراوا (۴۵)
- گورنگا میکویانا (۱۱۷)
- گورنگه توچانه (۱۸)
- گرابوونیتسا (۱۱۸)
- ایگریشته (۴۲)
- ایوان کولا (۳۹)
- Kastrat (267)
- کونگووا (۱۶۹)
- کوسماچا (۱۰۸)
- کرچماره (۱۵۰)
- کرتوک (۳۹)
- کوپینووو (۶۷)
- کورشوملیا (۱۳۶۳۹)
- کورشوملییسکا بانگا (۱۵۱)
- کوتلووو (۳۷)
- یوشا (۱۰۹)
- یوتووا (۳۷)
- لوکووو (۳۶۶)
- ماچیا ستنا (۲۹)
- ماچکوواتس (۲۹۸)
- ماگووو (۲۴)
- مالا کوسانیتسا (۱۳۰)
- ماریچیچه (۵۴)
- مارکوویچه (۵۲)
- ماتارووا (۸۳)
- مخانه (۵۴)
- مرچز (۲۶)
- مرداره (۱۳۹)
- میرنیتسا (۶۰)
- مرچه (۹۳)
- نوادا (۳۰)
- نووو سلو (۷۵)
- اورلوواتس (۱۷)
- پاچاراجا (۴۱)
- پارادا (۱۶)
- پپیواتس (۱۵)
- پرونیکا (۶۴)
- پواشتیتسا (۳۵)
- پیاکووو (۷۸)
- پرکوراجه (۲۲)
- پروتیتسا (۲۱)
- پرولوم (۱۱۱)
- راچا (۲۴۷)
- راونی شورت (۵۱)
- روداره (۲۴۶)
- ساگونگوو (۱۱۸)
- ساموکووو (۶۱)
- شاترا (۳۳)
- سکیراچا (۲۹)
- سلیشته (۲۴)
- سلووا (۱۸۰)
- سوتس (۱۱۵)
- سپانتسه (۲۲۲)
- شتاوا (۱۷۶)
- سوینگیشته (۴۱)
- تییوواتس (۷۷)
- تماوا (۱۹۹)
- تربینگه (۷۴)
- ترچاک (۶۲)
- ترمکا (۳۶)
- ترن (۳۰)
- ترپزا (۵۳)
- وسیلجوک (۱۸)
- ولیکو پوپوک (۷۹)
- ویسوکا (۱۵۸)
- Vlahinja (88)
- ورلو (۴۰)
- ورشواتس (۸۲)
- زاگراجه (۱۹)
- ژالیتسا (۱۲)
- زبیتسا (۳۵)
- ژگرووا (۴۹)
- ژوچ (۱۷۲)

## L

### لایکوواتس
- بایواتس (۶۸۹)
- بوگوواجا (۵۷۴)
- چلییه (۸۲۴)
- دونگی لایکوواتس (۴۹۴)
- یابوچیه (۳۲۵۰)
- لایکوواتس (۳۴۴۳)
- لایکوواتس، لایکوواتس (۱۹۵۰)
- مالی بوراک (۴۸۹)
- مارکووا تسرکوا (۱۱۰)
- نپریچاوا (۶۷۹)
- پپلیواتس، لایکوواتس (۷۳۳)
- Pridvorica (227)
- راتکوواتس، لایکوواتس (۳۷۸)
- روبریبرزا (۸۱۱)
- سکوبلای، لایکوواتس (۲۴۱)
- سلوواتس (۳۰۷)
- ستپانیه (۴۸۶)
- ستروموو، لایکوواتس (۳۵۸)
- وراچویچ (۱۰۱۹)

### لاپووو
- لاپووو (۷۴۲۲)
- لاپووو (۸۰۶)

### لازارواتس
- آراپوواتس (۷۵۴)
- باروشواتس (۱۲۶۰)
- بارزیلوویتسا (۸۷۷)
- بیستریتسا (۴۹۷)
- برایکوواتس (۱۰۰۲)
- بورووو (۴۶۸)
- چیبوتکوویتسا (۱۲۶۰)
- تسوتوواتس (۲۳۳)
- درن (۴۴۵)
- دودوویتسا (۷۷۷)
- یونکوواتس (۹۸۴)
- کروشویتسا (۶۸۶)
- لازارواتس (۲۳۵۵۱)
- لسکوواتس (۷۷۰)
- لوکاویتسا (۴۵۵)
- مالی تسرینی (۸۸۵)
- مدوشواتس (۹۲۵)
- میروسایتسی (۱۶۵۸)
- پتکا (۱۱۹۱)
- پرکوساوا (۳۱۷)
- رودووتسی (۱۷۸۷)
- سوکولووو (۶۲۳)
- شوپیچ (۲۲۳۰)
- ستپویواتس (۳۰۱۹)
- سترمووو (۳۲۴)
- ستوبیتسا (۲۶۹)
- شوشنگار (۳۲۲)
- تربوشنیتسا (۷۹۶)
- ولیکی کرلجنی (۴۵۸۰)
- وربوونو (۹۷۸)
- وروتسی (۳۲۱۰)
- زوکه (۷۹۶)
- ژوپانگاتس (۵۸۲)

### لبانه
- باچوینا (۲۱۴)
- بوشنگاتسه (۱۶۲۹)
- Buvce (109)
- تسکاویتسا (۵۰۷)
- چنوواتس (۴۲۳)
- دونگه ورانووتسه (۳۳۱)
- دروودی (۹۵)
- گگیا (۲۶۴)
- گولی رید (۵۷)
- گورنگه ورانووتسه (۲۰۷)
- گرگورووتسه (۴۲۰)
- کلاییچ (۲۸۹)
- کونگینو (۹۱۳)
- کریواچا (۴۱۴)
- لالینوواتس (۲۵۰)
- لبانه (۱۰۰۰۴)
- لیپوویتسا (۱۴۷)
- لوگاره (۳۸۹)
- مالو وویلووتسه (۲۰۸)
- نووا توپولا (۱۲۱)
- نووو سلو (۲۰۷)
- پرتاته (۱۵۵۹)
- پتروواتس (۴۷)
- پوپووتسه (۳۷۹)
- پوروشتیتسا (۱۱۳)
- پرکوپچلیتسا (۵۰۸)
- رادوتسه (۹۴)
- رادینوواتس (۷۵)
- رافونا (۱۳۱)
- شارتسه (۸۸)
- سکیتسول (۵۷)
- شیلووو (۵۲۱)
- سلیشانه (۲۴۵)
- شتولاتس (۳۷۰)
- شومانه (۱۵۱۵)
- سوینگاریتسا (۱۳۷)
- توگوچوتسه (۸۲۸)
- ولیکو وجلوک (۳۵۸)
- ژدگلووو (۶۹۵)

### لسکواس
- Babičko (515)
- بادینتسه (۵۲۱)
- باریه (۳۷۲)
- بلانووتسه (۶۰۰)
- بلی پوتوک (۶۲۹)
- بیستریتسا (۷۹)
- بوبیشته (۱۷۸۲)
- بوچویتسا (۱۵۱)
- بوگویوتسه (۱۵۷۱)
- بوییشینا (۲۴۵)
- براتمیلووتسه (۳۵۳۱)
- بریانووتسه (۳۶۴)
- برستوواتس (۲۰۸۶)
- بریچویه (۲۴۱)
- برزا (۱۲۱۱)
- بوکووا گلاوا (۲۹۵)
- بونوشکی چیفلوک (۵۰۵)
- چکمین (۹۱۵)
- چیفلوک رازگوینسکی (۳۳۵)
- تسرتساواتس (۱۴۱)
- تسرکوونیتسا (۱۳۳)
- تسرونی برگ (۳۰)
- چوکینیک (۶۳۶)
- ددینا بارا (۸۰۲)
- دوبروتین (۳۲۱)
- دونگا بونوشا (۳۰۶)
- دونگا یایینا (۱۳۳۸)
- دونگا کوپینوویتسا (۹۷)
- دونگا لوکوشنیتسا (۱۰۶۰)
- دونگا سلاتینا (۳۰۰)
- دونگه برییانگه (۱۴۸۷)
- دونگه کرایینتسه (۷۶۴)
- دونگه سینکووتسه (۱۶۶۱)
- دونگه ستوپانگه (۱۱۳۶)
- دونگه ترنگانه (۲۸۹)
- دونگی بونیبرود (۶۴۴)
- دراشکوواتس (۷۹۱)
- درچواتس (۳۰۹)
- دروودیا (۲۴۵)
- دوشانووو (۲۳۶)
- گاگینتسه (۱۳۲)
- گولما نگیوا (۱۱۸)
- گورینا (۷۳۲)
- گورنگا بونوشا (۶۳۳)
- گورنگا یایینا (۶۳۷)
- گورنگا کوپینوویتسا (۱۸۹)
- گورنگا لوکوشنیتسا (۱۳۴)
- گورنگا سلاتینا (۲۱۰)
- گورنگه کرایینتسه (۷۸۶)
- گورنگه سینکووتسه (۴۵۴)
- گورنگه استوپانگه (۱۷۵۶)
- گورنگه ترنگانه (۲۵۰)
- گورنگی بونیبرود (۷۶۲)
- گراداشنیتسا (۴۷۲)
- گرایوتسه (۴۰۴)
- گراووو (۲۷۷)
- گردانیتسا (۶۰۵)
- گردلیتسا (۲۳۸۳)
- گردلیتسا (۱۱۷۲)
- گوبرواتس (۱۸۷۵)
- ایگریشته (۲۹۲)
- یارسنووو (۴۲۸)
- یاشونگا (۵۱۴)
- یلاشنیتسا (۲۸۹)
- کالوجرتسه (۲۰۶)
- کاراجورجواتس (۴۱۷)
- کاشتاوار (۶۸)
- کوراچواتس (۱۹۲)
- کوواچوا بارا (۱۶۷)
- کوزاره (۳۶۲)
- کرپیتسه (۴۷)
- کوکولووتسه (۲۹۸)
- کوماروو (۸۲۵)
- کوتلش (۶۵۱)
- لسکواس (۶۳۱۸۵)
- لیچین دول (۱۳۹)
- لیپوویتسا (۱۲۸۷)
- مالا بییانیتسا (۲۰۷)
- مالا گرابوونیتسا (۲۷۵)
- مالا کوپاشنیتسا (۲۵۵)
- مانویلووتسه (۷۷۸)
- مجا (۸۷۲)
- ملووو (۶۳)
- میلانووو (۵۴۶)
- میروشوتسه (۱۰۵۳)
- مرکوویتسا (۱۴)
- مرشتانه (۱۴۳۱)
- ناکریوانگ (۱۳۱۵)
- ناوالین (۸۹۸)
- نسورتا (۱۲۸)
- نومانیتسا (۳۱۷)
- نووو سلو (۱۲۰)
- اوراوویتسا (۱۵۲)
- اوراوویتسا (۲۲۱۰)
- اوراشاتس (۵۸۲)
- اوروگلیتسا (۱۷۳)
- پادژ (۵۸)
- پالیکوچا (۳۸۷)
- پالویتسه (۴۸۴)
- پچنگوتسه (۱۷۷۶)
- پتروواتس (۱۰۸)
- پیسکوپووو (۲۱۶)
- پودریمتسه (۲۸۳)
- پردیانه (۱۲۲۲)
- پردیانه (۴۹۱)
- پرسچینا (۴۴۸)
- پریبوی (۶۴۲)
- رادونگیتسا (۹۰۳)
- راینو پویه (۷۳۹)
- راونی دل (۷۸)
- رازگوینا (۹۰۴)
- روداره (۵۵۱)
- شاینوواتس (۲۱۶)
- شارلینتسه (۸۵۴)
- شیشینتسه (۶۳۹)
- سلاتینا (۶۳۹)
- سلاوویوتسه (۴۳۱)
- سمردان (۱۵۵)
- سترویکووتسه (۱۳۴۴)
- ستوپنیتسا (۴۰۲)
- سوشویه (۲۲۸)
- سویرتسه (۴۳۶)
- تودورووتسه (۵۲۱)
- Tulovo (739)
- توپالووتسه (۳۸۰)
- تورکواچ (۱۷۹۴)
- ولیکا بیلجنیکا (۵۱۶)
- ولیکا گربونیکا (۱۴۵۲)
- ولیکا کپشنیکا (۶۷۶)
- ولیکا سجنیکا (۷۹۱)
- ولیکو ترنجن (۱۰۱۳)
- وییه کولو (۱۱)
- وینا (۲۳۲)
- وینارتسه (۳۰۹۰)
- ولاسه (۵۸۴)
- ووچیه (۳۲۵۸)
- ژابیانه (۷۲۴)
- زاگوژانه (۳۳۹)
- زالوژنگه (۴۸۲)
- ژیوکووو (۶۶۹)
- ژیژاویتسا (۱۸۹)
- زلوچودووو (۲۷۱)
- زلوکوچانه (۲۱۷)
- زویوو (۲۵۹)

### لوزنیسا
- بانیا کوولیلیاچا (۶۳۴۰)
- باشچلوتسی (۹۸۰)
- برادیچ (۸۴۱)
- برزیاک (۲۴۱)
- برنگاتس (۶۳۱)
- تسیکوته (۱۱۷۳)
- چوکشینا (۸۸۱)
- دونگا بادانگا (۵۱۰)
- دونگا سیپویا (۲۴۴)
- دونگه ندییتسه (۵۶۶)
- دونگی دوبریچ (۱۴۳۸)
- دراگیناتس (۳۲۴)
- فیلیپوویچی (۱۷۷)
- گورنگا بادانگا (۵۹۸)
- گورنگا بورینا (۱۸۸)
- گورنگا کووییاچا (۵۸۵)
- گورنگا سیپویا (۲۵۰)
- گورنگه ندییتسه (۶۹۹)
- گورنگی دوبریچ (۷۲۸)
- گرنچارا (۶۵۴)
- یادرانسکا لشنیتسا (۲۰۸۸)
- یاربیتسه (۱۳۲۴)
- یلاو (۶۷۹)
- یوشوا (۱۱۲۳)
- یوگوویچی (۱۶۸)
- کامنیتسا (۱۸۹)
- کلوپتسی (۷۲۹۷)
- کورنیتا (۲۶۸۰)
- کوزیاک (۱۱۰۲)
- کراییشنیتسی (۱۰۴۸)
- لشنیتسا، صربستان (۴۷۳۱)
- لیپنیتسا (۹۷۴)
- لیپنیچکی شور (۲۶۷۳)
- لوزنیسا (۱۹۸۶۳)
- لوزنیچکو پویه (۷۹۲۲)
- میلینا (۲۲۸)
- نووو سلو (۱۴۰۴)
- پاسکوواتس (۶۸۷)
- پلوچا (۹۴۵)
- پومییاچا (۲۰۱)
- ریباریتسه (۴۰۷)
- رونگانی (۲۵۲۵)
- سیمینو بردو (۲۴۴)
- سلاتینا (۲۱۴)
- ستراژا (۱۰۱۸)
- ستوپنیتسا (۹۴۱)
- شوریتسه (۲۸۱)
- تکریش (۳۷۰)
- تربوسییه (۳۵۲)
- تربوشنیتسا (۱۰۶۱)
- ترشیچ (۱۲۶۳)
- ولیکو سلو (۴۶۶)
- ووچنگاک (۱۲۰۴)
- زایاچا (۶۹۳)

### لوچانی
- بلی کامن (۵۰۸)
- جراج (۷۶)
- دلئین (۱۰۶۰)
- دونگا کراواریتسا (۴۵۹)
- دونگی دوباتس (۵۲۶)
- دوچالوویچی (۴۴۰)
- گوراچیچی (۱۲۷۶)
- گورنگا کراواریتسا (۴۱۹)
- گورنگی دوباتس (۳۰۶)
- گراب، لوچانی (۳۱۵)
- گوبروتسی (۸۰۴)
- گوچا (۲۰۲۲)
- گوچا (۲۰۱۰)
- کائونا (۴۵۳)
- کوتراژا (۸۸۹)
- کریواچا (۱۷۱)
- کرستاتس (۵۷۶)
- لیس (۲۵۷)
- Lisice (383)
- لوچانی (۴۳۰۹)
- لوچانی (۳۲۸)
- مارکوویتسا (۱۹۳)
- میلاتوویسی (۷۶۰)
- نگریشوری (۵۴۹)
- پشانیک (۲۱۹)
- پوخووو (۶۷۶)
- روگاچا (۳۳۴)
- رتاری (۲۸۲)
- رتی (۵۵۳)
- تییانگه (۲۳۷)
- توریکا (۶۳۴)
- ویچا (۱۲۲۵)
- ولاستییتسه (۳۶۱)
- ووچکوویتسا (۴۴۳)
- زوکه (۲۶۱)
- ژیویتسا (۳۰۰)

## Lj

### ییگ
- با، لئیگ (۶۰۵)
- باباییچ (۴۹۳)
- بلانوویتسا (۲۶۶)
- بوشنگانوویچ (۲۸۶)
- برانچیچ (۵۶۳)
- تسوتانوواتش (۵۹۴)
- دیچی (۱۵۶)
- دونگی بانگانی (۲۲۴)
- گوکوش (۳۳۲)
- ایوانووتسی، لیئگ (۴۶۸)
- یایچیچ (۴۰۷)
- کادینا (۵۰۸)
- کالانیوتسی (۷۴۴)
- کوزی (۴۷۶)
- لالینتسی (۳۰۹)
- لاتکوویچ (۴۴۳)
- لیپیه (۳۷۲)
- ییگ (۲۹۷۹)
- میلاواتس (۲۲۳)
- موراوتسی (۶۶۵)
- پالژنیتسا (۲۲۴)
- پولیانیتسه، لئیگ (۵۴۴)
- سلاوکووایتسا (۷۴۱)
- شتاویتسا (۴۲۷)
- شوتتسی (۶۲۷)
- ولیشواتس (۴۱۹)
- ژیوکووتسی (۵۳۴)

### یوبووییا
- برلووینه (۲۷۶)
- تساپاریچ (۴۴۸)
- چیتلوک، لیوبووئیا (۹۴۱)
- کرنچا (۱۲۱۳)
- دونگا یوبوویجا (۹۵۱)
- دنیا اورویتسا (۴۲۴)
- درلاچه (۴۳۰)
- دوبوکو، لیوبووئیا (۴۸۴)
- گورنگا یوبوویجا (۴۴۳)
- گورنیا اورویتسا (۴۱۵)
- گورنیا ترشنئیتسا (۲۹۱)
- گورنیه کوشلیه (۶۴۹)
- گراچانیتسا، لیوبووئیا (۴۶۵)
- گرچیچ (۳۳۴)
- لوویچ (۳۱۸)
- یوبووییا (۴۱۳۰)
- لونئین (۳۳۷)
- اوروویچکا (۲۰۱)
- پودنمیچ (۴۲۰)
- پوستنیه، لیوبووئیا (۳۸۳)
- رویواتس (۵۲۲)
- ساوکوویچ (۳۲۱)
- سلناتس (۴۸۵)
- سوکولاک، لیوبووئیا (۱۰۴)
- تورنیک، لیوبووئیا (۱۶۸)
- یوزوونیتسا (۹۱۴)
- Vrhpolje (985)

## M

### مایدانپک
- بویتین (۶۷۲)
- تسرنایکا (۱۰۹۹)
- دبلی لوگ (۴۵۸)
- دونگی میلانوواتس (۳۱۳۲)
- گولوبینگه (۱۰۷۹)
- یاسیکووو (۷۱۷)
- کلوکوچواتس (۷۱۱)
- لسکووو (۴۳۱)
- مایدانپک (۱۰۰۷۱)
- میروچ (۴۰۶)
- Mosna (787)
- Rudna Glava (2309)
- توپولنیتسا (۱۰۶۴)
- ولاوله (۷۶۷)

### مالی ایجوش
- فکتیچ (۴۳۳۶)
- لووچناتس (۳۶۹۳)
- مالی ایجوش (۵۴۶۵)

### مالی زوورنیک
- اماجیک (۱۸۶)
- براسینا (۱۶۶۳)
- بودیشیچ (۲۴۹)
- چیتلوک (۲۳۸)
- تسولینه (۳۸۹)
- دونگا بورینا (۱۷۳۱)
- دونگا ترشنگیتسا (۶۸۸)
- مالی زوورنیک (۴۷۳۶)
- رادای (۲۴۹۷)
- ساکار (۵۰۴)
- ولیکا رکا (۴۷۶)
- وویوتسی (۷۱۹)

### مالو تسرنیچه
- الجاداو (۱۵۹)
- Batuša (606)
- بوژواتس (۱۷۸۸)
- تسریناتس (۹۶۹)
- کالیشته (۴۷۸)
- کوبییه (۹۳۰)
- کراویی دو (۳۵۵)
- کولا (۶۹۹)
- مالو تسرنیچه (۸۸۲)
- مالو گرادیشته (۳۷۷)
- سالاکوواتس (۷۶۸)
- شاپینه (۱۰۶۴)
- شییووواتس (۱۲۳)
- سموییناتس (۱۸۷۳)
- Toponica (969)
- ولیکو کرنیچ (۶۱۱)
- ولیکو سلو (۴۹۳)
- وربنیتسا (۴۶۲)
- زابرگا (۲۴۷)

### مدوجا
- بوگونوواتس (۸۹)
- بوروواتس (۵۹)
- چوکوتین (۵۶)
- Crni Vrh (141)
- دونگا لاپاشتیتسا (۵۳)
- دونگی بوچومت (۱۸۶)
- دونگی گایتان (۱۴۲)
- درنتسه (۱۴۹)
- جولکاره (۱۱۷)
- گازداره (۵۷۱)
- گورنگا لاپاشتیتسا (۱۹۴)
- گورنگی بوچومت (۱۳۹)
- گورنگی گایتان (۸۷)
- گرباوتسه (۲۷۶)
- گوباوتسه (۳۶)
- گورگوتووو (۵۹)
- کاپیت (۲۵۳)
- لتسه (۳۴۷)
- ماچدونتسه (۲۳۶)
- ماچدونتسه (۸۱)
- مالا براینا (۱۳)
- Marovac (123)
- مدوتسه (۸۲)
- مدوجا (۲۸۱۰)
- مرکونگه (۴۴)
- نگوساویه (۴۲۶)
- پترییه (۶۳)
- پوروشتیتسا (۴۱)
- پوستو شیلووو (۷۴)
- راونا بانگا (۳۶۴)
- رتکوتسر (۹۶)
- رویکوواتس (۲۶۷)
- سییارینا (۳۵۹)
- سییارینسکا بانگا (۵۶۸)
- سپونتسه (۱۷۹)
- سردنگی بوچومت (۲۰۷)
- ستارا بانگا (۹۱)
- ستوبلا (۱۱۹)
- سویرتسه (۵۰۱)
- تولاره (۱۶۶)
- توپاله (۷۲۵)
- وارادین (۱۰۵)
- ولیکا براینا (۲۱)
- وراپتسه (۴۵)

### مروشینا
- الکساندراو (۳۹۳)
- Arbanasce (568)
- آزبرسنیتسا (۸۵۳)
- بالایناتس (۱۲۳۶)
- بالیچواتس (۱۱۸۵)
- باتوشیناتس (۸۳۰)
- بییگ (۵۲۶)
- برست (۵۶۲)
- Bučić (۵۴۹)
- چوبورا (۹۶)
- دشیلووو (۴۲۹)
- دوچا (۴۹۲)
- دونگا راسوواچا (۵۳۸)
- دودولایتسه (۳۶۳)
- گورنگا راسوواچا (۲۵۰)
- گرادیشته (۵۹۶)
- یووانوواتس (۵۱۳)
- یوگ بوگدانوواتس (۴۷۴)
- کوستادینوواتس (۳۰۶)
- کووانلوک (۲۶۶)
- کرایکوواتس (۶۰۷)
- لپایا (۶۷۴)
- مروشینا (۸۷۳)
- مرامورسکو بردو (۶۷)
- اوبلاچینا (۴۴۳)
- پادینا (۳۷۰)
- روژینا (۷۵۳)

### میونیتسا
- برکوواتس (۵۶۴)
- برژجه (۵۷۲)
- بوکوواتس (۲۰۲)
- دونگی موشیچ (۲۴۳)
- دوچیچ (۶۴۱)
- جورجواتس (۲۹۷)
- گولوباتس، میونیتسا (۱۵۲)
- گورنگی لایکوواتس (۴۴۶)
- گورنگی موشیچ (۴۳۱)
- گونئیتسا (۱۵۲)
- کلاشنیچ (۱۲۸)
- کلیوچ، میونیتسا (۴۹۸)
- کومانیتسه (۴۳۶)
- کرچمار (۴۸۵)
- مایویچ (۳۴۱)
- میونیتسا (۱۴۴۶)
- میونیتسا (۱۷۲۳)
- مراتیشیچ (۳۴۵)
- نانومیر (۲۳۹)
- اوسچنیتسا (۷۹۵)
- پاشتریچ (۵۸۸)
- پلانینیتسا، میونیتسا (۳۱۳)
- پوپادیچ (۷۷۳)
- رادوبیچ (۳۲۷)
- Rajković (۳۵۰)
- راکاری (۵۱۳)
- روبایه (۵۱۱)
- سانکوویچ (۲۳۹)
- ستروگانیک (۲۷۶)
- شوشئوکا (۲۵۲)
- تابانوویچ (۳۸۸)
- تودورین دو (۲۱۴)
- تولیچ (۴۳۴)
- ولیکا مریشتا (۲۹۲)
- ویروواتس (۴۱۹)
- ورتیگلاو (۴۸۸)

### ملادنوواتس
- امریک (۸۰۷)
- بیواتس (۱۶۰)
- بلوچه (۲۶۳)
- تسرکوینه (۲۱۴)
- دوبونا (۱۱۳۹)
- گرانیتس (۱۴۶۰)
- یاگنگیلو (۲۲۷۹)
- کوراچیتسا (۱۹۲۴)
- کوواچواتس (۴۳۴۹)
- مالا وربیتسا (۳۶۸)
- مارکوواتس (۶۷۴)
- مجولوژیه (۲۴۳۱)
- ملادنوواتس (۲۲۱۱۴)
- ملادنوواتس (۱۵۳۹)
- پروژاتوواتس (۸۳۵)
- رابروواتس (۱۴۰۰)
- رایکوواتس (۱۶۳۹)
- سنایا (۴۴۴)
- شپشین (۸۵۵)
- ولیکا ایونچا (۱۷۹۶)
- ولیکا کرسنا (۳۲۵۳)
- ولاشکا (۲۵۴۷)

## N

### نگوتین
- الکساندراواک (۵۸۸)
- براچواتس (۵۳۳)
- برستوواتس (۳۵۵)
- بوکووچه (۱۴۴۲)
- تسرنوماسنیتسا (۲۷۲)
- چوبرا (۵۵۷)
- دوپیانه (۵۶۴)
- دوشانوواتس (۸۸۲)
- یابوکوواتس (۱۸۸۴)
- یاسنیتسا (۵۸۱)
- کاربولووو (۵۲۰)
- کوبیشنیتسا (۱۳۵۵)
- کوویلووو (۴۱۱)
- مالا کامنیتسا (۳۹۲)
- مالاینیتسا (۶۸۳)
- میخایلوواتس (۷۱۸)
- میلوشوو (۵۱۷)
- موکرانگه (۷۱۰)
- نگوتین (۱۷۷۵۸)
- پلاونا (۹۵۳)
- پوپوویتسا (۴۸۷)
- پراخووو (۱۵۰۶)
- رادویواتس (۱۵۴۰)
- رایاتس (۴۳۶)
- رچکا (۴۶۹)
- روگیوو (۱۸۳)
- سامارینوواتس (۴۶۴)
- شارکامن (۳۷۴)
- سیکوله (۸۳۸)
- سلاتینا (۴۷۹)
- سمدوواتس (۱۶۳)
- سربووو (۵۰۲)
- شتوبیک (۹۳۹)
- تامنیچ (۳۴۹)
- ترنگانه (۴۷۹)
- اوروویتسا (۱۱۹۱)
- ولیکوو (۲۰۶)
- ویدروواتس (۸۲۲)
- وراتنا (۳۱۶)

### نیش
- برباتووو (۳۶۴)
- برچیناتس (۱۲۹)
- برنگتسا (۵۵۵)
- برزی برود (۴۴۵۲)
- بوبانگ (۵۱۶)
- چامورلییا (۵۴۶)
- تسریه (۳۰۶)
- چوکوت (۱۴۰۱)
- دوتی مای (۴۳۰۵)
- دونگا توپونیتسا (۲۹۰)
- دونگا ترناوا (۶۹۷)
- دونگا ورژینا (۴۰۸۸)
- دونگه مجورووو (۱۴۱۴)
- دونگه ولاسه (۱۵۲)
- دونگی کومرن (۵۷۲۵)
- دونگی ماتیواتس (۸۶۱)
- گابروواتس (۱۱۸۹)
- گورنگا توپونیتسا (۱۵۵۰)
- گورنگا ترناوا (۳۰۹)
- گورنگا ورژینا (۱۱۸۰)
- گورنگه مجورووو (۱۰۲۱)
- گورنگی کومرن (۹۴۶)
- گورنگی ماتیواتس (۲۶۴۷)
- Hum (1450)
- یاسنوویک (۴۱۶)
- کامنیتسا (۱۶۵۱)
- کنز سلو (۹۲۶)
- کراویه (۴۳۰)
- کروشتسه (۸۷۹)
- لالیناتس (۱۸۲۸)
- لسکوویک (۳۰۰)
- مالچا (۱۲۰۲)
- مدوشواتس (۲۷۰۴)
- Mezgraja (575)
- مییکوواتس (۲۵۳)
- مرامور (۷۲۵)
- مرامورسکی پوتوک (۳۱۲)
- نیش (۱۷۳۷۲۴)
- اوروواتس (۳۷۰)
- پالیگراتسه (۳۵۳)
- پایینا (۲۷۲)
- پاسی پویانا (۲۱۳۹)
- پاسیاچا (۲۹۵)
- پوپوواتس (۲۵۸۸)
- روینیک (۵۶۹)
- سچانیتسا (۸۷۲)
- سوپوواتس (۳۷۴)
- سووی دو (۹۳۵)
- تروپاله (۲۱۰۹)
- وله پلج (۵۳۷)
- ورلو (۲۸۷)
- ورتیشته (۱۰۵۲)
- ووکمانووو (۳۸۹)

### نیشکا بانگا
- بانتساروو (۱۱۶)
- چوکینیک (۲۸۷)
- دونگا ستودنا (۳۲۴)
- گورنگا ستودنا (۳۹۳)
- یلاشنیتسا (۱۶۹۵)
- کونوویتسا (۱۰۱)
- لازاروو سلو (۱۶۰)
- بیتولا (۲)
- نیکولا تسلا (۳۵۳۲)
- نیشکا بانگا (۴۴۳۷)
- اوستروویتسا (۶۰۳)
- Prosek (600)
- پروا کوتینا (۱۹۰۰)
- رادیکینا بارا (۶۵)
- راوتووو (۳۵)
- راونی دو (۱۰۲)
- سیچوو (۱۰۰۷)

### نووا تسرنگا
- الکساندراو (۲۶۶۵)
- نووا تسرنگا (۱۸۶۱)
- رادویوو (۱۳۸۵)
- سرپسکا تسرنگا (۴۳۸۳)
- توبا (۶۹۱)
- وویوودا ستپا (۱۷۲۰)

### نووا واروش
- اکماسیسی (۴۲۰)
- امزیسی (۱۱۷)
- بیستریتسا (۷۹۱)
- بوژتیچی (۳۹۲)
- Brdo (333)
- بوکوویک (۳۱۱)
- بوراجا (۲۵۸)
- چلیتسه (۷۸)
- دبیا (۱۴۸)
- دونگا بلا رکا (۲۸۷)
- دراگلیتسا (۲۵۷)
- دراژویچی (۴۱۹)
- درمانوویچی (۳۶۸)
- گورنگا بلا رکا (۲۲۴)
- گورنگه ترودووو (۱۳۹)
- یاسنووو (۲۷۲)
- کومارانی (۳۴۶)
- کوچانی (۲۵۶)
- یپویویچی (۱۲۶)
- Miševići (112)
- نگبینا (۴۷۵)
- نووا واروش (۱۰۳۳۵)
- اویکوویتسا (۲۹۰)
- رادییویچی (۱۶۹)
- رادوینگا (۶۹۰)
- روتوشی (۸۸۷)
- سنیشتا (۲۶۲)
- شتیتکووو (۱۳۰)
- تیسوویتسا (۱۱۷)
- ترودوو (۹۲)
- ویلووی (۳۹۶)
- ورانشا (۴۸۵)

### نووی بچی
- بوچار (۱۸۹۵)
- کومانه (۳۸۱۴)
- نووی بچی (۱۴۴۵۲)
- نووو میلوشوو (۶۷۶۳)

### نووی کنژواتس
- باناتسکو آرانجلووو (۱۷۱۸)
- جالا (۱۰۰۴)
- فیلیچ (۱۶۱)
- مایدان (۲۹۲)
- نووی کنژواتس (۷۵۸۱)
- پودلوکانگ (۲۱۷)
- رابه (۱۳۵)
- سیگت (۲۴۷)
- سرپسکی کرستور (۱۶۲۰)

### نووی پازار
- الولاویس (۳۶۲)
- بایویتسا (۵۶۳)
- بانگا (۴۶۶)
- باره (۳۶)
- باتنگیک (۵۸)
- بکووا (۱۱۶)
- بله ووده (۸۷۲)
- بوتورووینا (۲۱۸)
- برجانی (۱۹۵)
- برستووو (۵)
- چاشیچ دولاتس (۷۶)
- تسوکوویچه (۲۰)
- دژوا (۲۳۸)
- دویینوویچه (۱۲۰)
- دولاتس (۸۷)
- Doljani (89)
- دراگوچوو (۱۱۲)
- درامیچه (۸۰)
- گولیتسه (۶۴)
- گورنگا توشیمیا (۳۳)
- گوشوو (۵۰)
- گراچانه (۲۸)
- گراجانوویچه (۱۹)
- گروبتیچه (۲۵۹)
- خوتکووو (۱۹۳)
- ایوانچا (۸۱۳)
- ایزبیتسه (۱۹۴۹)
- یابلانیتسا (۲۷)
- یانچا (۳۳۲)
- یاوور (۱۸)
- یووا (۲۱)
- کاشای (۳۵)
- کوپریونیتسا (۱۲)
- کوسوریچه (۱۲۵)
- کوواچوو (۲۴۳)
- Kožlje (618)
- کروشوو (۴۸۶)
- کوزمیچوو (۱۳۳)
- لچا (۳۱۹)
- لوپوژنگه (۷۰)
- لوکاره (۴۸۹)
- لوکارسکو گوشوو (۸۵۰)
- لوکوتسروو (۱۸۶)
- میشچیچه (۲۳۱)
- موخووو (۵۴۵)
- مور (۳۴۰۷)
- نگوتیناتس (۲۶)
- نووی پازار (۵۴۶۰۴)
- اودویویچه (۵۰)
- اوخویه (۱۷۹)
- اوکوسه (۳۶)
- اوساونیتسا (۲۸۴)
- اوسویه (۹۶۶)
- پارالووو (۹۸۲)
- پاسیی پوتوک (۴۲)
- پاویه (۱۷۸)
- پیلارتا (۲۶)
- پوبرجه (۲۱۷۶)
- پولوکتسه (۱۱۷)
- پوپه (۸۳)
- پوستنگه (۳۴۷۱)
- Požega (523)
- پوژژینا (۲۵۱)
- پرچنووا (۱۵۹)
- پوستا توشیمیا (۵۳)
- پوستوولاخ (۲۸)
- راداییتسا (۱۵۲)
- رایچینوویچه (۵۳۷)
- رایچینوویچکا ترناوا (۲۰۸)
- رایتیچه (۶۳)
- رایکوویچه (۲۹)
- راکوواتس (۲۱)
- راست (۵۱)
- شارونگه (۳۹۸)
- شاوتسی (۲۴۷)
- سبچوو (۸۹۷)
- سیتنیچه (۷۷۸)
- سکوکووو (۲۳)
- سلاتینا (۲۹۷)
- سمیلوو لاز (۸)
- سردنگا توشیمیا (۴۰)
- شتیتاره (۷۷)
- سترادووو (۱۹)
- سودسکو سلو (۸۷)
- تنکووو (۸۹)
- ترناوا (۶۹۴)
- تونووو (۱۲۸)
- وروو (۵۰۱)
- وور (۱۸)
- ویدووو (۹۰)
- ویتکوویچه (۳۰)
- وویکوویچه (۳۶)
- ووینیچه (۱۱۵)
- ورانووینا (۳۲۹)
- ووچینیچه (۲۴۵)
- ووچیا لوکوا (۱۵)
- زابرجه (۴۹)
- زلاتاره (۱۲)
- ژونگویچه (۲۱۱)

### نووی ساد
- بگچ (۳۳۳۵)
- بودیساوا (۳۸۲۵)
- چنی (۲۱۱۵)
- فوتوگ (۱۸۵۸۲)
- کاچ (۱۱۱۶۶)
- کیساچ (۵۴۷۱)
- کوویی (۵۵۹۹)
- نووی ساد (۱۹۱۴۰۵)
- رومنکا (۵۷۲۹)
- ستپانوویچوو (۲۲۱۴)
- Veternik (18626)

## O

### Obrenovac
- Baljevac (532)
- باریچ (۶۵۸۶)
- بلو پویه (۱۸۰۴)
- برگولیتسه (۵۰۱)
- بروویچ (۷۸۳)
- دراژواتس (۱۵۳۶)
- درن (۱۲۷۹)
- گرابوواتس (۲۵۹۶)
- یاسناک (۶۶۴)
- کوناتیتسه (۹۰۹)
- کرتینسکا (۱۱۷۷)
- یوبینیچ (۸۵۵)
- مالا موشتانیتسا (۱۶۶۵)
- میسلوجین (۲۳۱۳)
- Obrenovac (23620)
- اوراشاتس (۷۰۷)
- پیرومان (۱۰۰۸)
- Poljane (455)
- راتاری (۶۰۳)
- رواتی (۱۲۱۱)
- سکلا (۱۸۵۵)
- ستوبلینه (۳۰۹۹)
- ترستنیتسا (۹۱۷)
- اورووتسی (۱۵۴۰)
- اوشچه (۱۴۶۴)
- ولیکو پلج (۱۸۲۰)
- ووکیچویتسا (۶۷۵)
- زابرژیه (۲۶۶۳)
- زوچکا (۶۱۳۸)

### اوجاتسی
- باچکی برستوواتس (۳۴۶۹)
- باچکی گراچاتس (۲۹۱۳)
- بوگویوو (۲۱۲۰)
- درونگه (۲۸۴۷)
- کاراووکووو (۴۹۹۱)
- لالیچ (۱۶۴۶)
- اوجاتسی (۹۹۴۰)
- راتکووو (۴۱۱۸)
- سرپسکی میلتیچ (۳۵۳۸)

### اوپووو
- باراندا (۱۶۴۸)
- اوپووو (۴۶۹۳)
- ساکوله (۲۰۴۸)
- سفکرین (۲۶۲۷)

### اوسچینا
- باستاو (۵۸۵)
- بلوتیچ (۶۵۴)
- براتاچیچ (۳۱۰)
- تسارینا، اوسچینا (۶۵۴)
- دراگییویتسا (۶۸۱)
- دراگودول (۶۱۱)
- گورنگه تسرنییوو (۵۵۴)
- گونیاتسی، اوسچینا (۱۳۵۹)
- کومیریچ (۹۵۴)
- کونئیتس، اوسچینا (۳۴۳)
- کونیوشا، اوسچینا (۱۴۳)
- لوپاتانگ (۱۳۳۰)
- اوسچینا (۳۱۷۲)
- اوسچینا (۹۴۴)
- اوستروژانگ (۵۸۸)
- پتسکا، اوسچینا (۵۰۱)
- پلوژاتس (۴۶۰)
- سیردییا (۳۳۰)
- سکادار (۷۳۶)
- توجین (۲۲۶)

## P

### Palilula
- بورچا (۳۵۱۵۰)
- سلانتسی (۱۷۷۰)
- پادینسکا سکلا (۹۸۳۶)
- اووچا (۲۵۶۷)
- Kovilovo (1039)
- دوناواتس (۶۰۳)
- ولیکو سلو (۱۶۷۶)

### پانچفو
- باناتسکی برستوواتس (۳۵۱۷)
- باناتسکو نووو سلو (۷۳۴۵)
- دولووو (۶۸۳۵)
- گلوگونگ (۳۱۷۸)
- ایوانووو (۱۱۳۱)
- یابوکا (۶۳۱۲)
- کاچاروو (۷۶۲۴)
- اوموییتسا (۶۵۱۸)
- پانچفو (۷۷۰۸۷)
- ستارچوو (۷۶۱۵)

### پاراچین
- بوشنگانه (۱۰۱۲)
- بولیانه (۱۵۴۵)
- بوسیلوواتس (۱۰۴۱)
- چپوره (۸۲۵)
- داویدوواتس (۴۶۱)
- دونگا موتنیتسا (۱۰۵۱)
- دونگه ویدووو (۱۹۳۲)
- درنوواتس (۲۰۰۹)
- گلاویتسا، پاراچین (۱۱۳۴)
- گولوبوواتس، پاراچین (۲۶۷)
- گورنگا موتنیتسا (۷۴۰)
- گورنگه ویدووو (۸۵۵)
- ایزوور، پاراچین (۹۲۹)
- کلاچویتسا (۶۰۰)
- کرژبیناتس (۵۴۷)
- لبینا (۷۱۵)
- لشیه (۴۲۲)
- میریلوواتس (۸۳۵)
- پاراچین (۲۵۲۹۲)
- پلانا (۱۲۴۴)
- پوپوواتس (۸۰۵)
- پوتوچاتس (۱۳۰۹)
- راشویتسا (۱۲۱۵)
- راتاره (۶۱۰)
- شالودوواتس (۳۶۰)
- شاواتس (۵۳۳)
- سیکیریتسا (۱۰۳۸)
- سینئی ویر (۲۵۱)
- سیسواتس (۱۸)
- ستریژا (۱۹۳۷)
- ستوبیتسا، پاراچین (۱۷۸۴)
- سووینوو (۱۳۸۶)
- تکئیا، پاراچین (۱۲۵۱)
- ترشنیویتسا، پاراچین (۱۱۳۷)
- زابرگا (۱۲۱۱)

### پچینتسی
- آشانگا (۱۴۸۸)
- برستاچ (۱۰۶۶)
- دچ (۱۵۹۰)
- دونگی تووارنیک (۱۰۱۶)
- کارلووچیچ (۱۲۴۳)
- کوپینووو (۲۰۴۷)
- اوبرژ (۱۴۰۰)
- اوگار (۱۱۴۳)
- پچینتسی (۲۶۵۹)
- پوپینتسی (۱۳۶۰)
- Prhovo (813)
- سیباچ (۵۴۴)
- شیمانووتسی (۳۳۵۸)
- سرمسکی میخایوتسی (۸۳۷)
- سوبوتیشته (۹۴۲)

### پتروواتس نا ملاوی
- بیستریتسا (۸۲۸)
- Bošnjak (481)
- بوروواتس (۸۴۹)
- بوسور (۱۱۷۱)
- چوودین (۱۰۶۶)
- دوبرنگه (۶۴۳)
- دوبوچکا (۵۸۲)
- کامنووو (۱۰۱۰)
- کلادورووو (۴۷۶)
- کنژیتسا (۷۴۸)
- Krvije (499)
- لسکوواتس (۳۹۰)
- لوپوشنیک (۴۶۳)
- مالو لاوله (۶۳۵)
- ماناستیریتسا (۷۴۸)
- ملنیتسا (۹۲۴)
- اورشکوویتسا (۹۱۱)
- اوریوو (۲۶۰)
- پانکووو (۴۱۶)
- پتروواتس نا ملاوی (۷۸۵۱)
- رانوواتس (۱۷۷۹)
- راشاناتس (۸۱۵)
- شتونگه (۱۵۸۵)
- ستامنیتسا (۱۴۲۴)
- ستارچوو (۵۸۵)
- تابانوواتس (۹۵۵)
- ترنووچه (۷۰۸)
- ولیکی پپوک (۱۲۴۴)
- ولیکو لل (۱۹۲۵)
- وزیچوو (۴۲۸)
- ویتوونیتسا (۱۶۷)
- ووشانوواتس (۴۷۳)
- زابرجه (۷۱۶)
- ژدرلو (۷۵۶)

### پترو وارادین
- بوکوواتس (۳۵۸۵)
- لدینتسی (۱۶۴۱)
- پترو وارادین (۱۳۹۷۳)
- سرمسکا کامنیتسا (۱۱۲۰۵)
- ستاری لدینتسی (۸۲۳)

### پیروت
- باریه چیفلیک (۶۹۳)
- باسارا (۸)
- بازوویک (۲۰۳)
- بلا (۳۷)
- بریلوواتس (۱۹۳۳)
- بروویتسا (۳۰)
- بلاتو (۶۳۰)
- برلوگ (۸۳)
- تسرو دل (۳۰)
- تسرووا (۱۷۱)
- چینیگلاوتسی (۳۳۱)
- تسرنوکلیشته (۳۳۸)
- تسرونچوو (۱۳۵)
- دوبری دو (۱۱۶)
- دویکینتسی (۲۷۳)
- درژینا (۴۷۲)
- گنییلان (۲۴۷۸)
- گورنگا درژینا (۲۹)
- گوستوشا (۱۳۹)
- گراداشنیتسا (۴۱۲)
- گرادیشته (۸۶)
- ایزوور (۷۸۱)
- Jalbotina (104)
- یلوویتسا (۱۱۳)
- کامیک (۱۱۲)
- کوپریوشتیتسا (۶۷)
- کوستور (۳۱۱)
- کروپاتس (۱۴۴۴)
- کومانووو (۳۸)
- مالی یووانوواتس (۱۴۴)
- مالی سووودول (۲۸۱)
- میلویکوواتس (۷)
- Mirkovci (20)
- نیشور (۱۶۲)
- نووی زاووی (۱۴۵۸)
- اوبرنوواتس (۱۴۳)
- اوروویتسا (۱۲۸)
- اوریا (۷۵)
- اوسماکووا (۲۹۲)
- پاکلشتیتسا (۵۶)
- پاسیاچ (۳۲)
- پتروواتس (۳۸۹)
- پیروت (۴۰۶۷۸)
- پلانینیتسا (۱۸)
- پوکرونیک (۱۲۶)
- پویسکا رژانا (۱۳۴۹)
- پونور (۳۷۹)
- پریسیان (۱۴۳)
- راگودش (۲۳۴)
- راسنیتسا (۳۹۱)
- روسوماچ (۶۰)
- رسووتسی (۱۸۳)
- رودینگه (۲۱۷)
- سینگا گلاوا (۱۳۸)
- سلاوینگا (۴۹)
- سوپوت (۳۶۷)
- سرچکوواتس (۱۶۲)
- ستانیچنگه (۶۰۹)
- شوگرین (۹۵)
- سوکووو (۷۲۸)
- تمسکا (۹۰۸)
- توپلی دو (۱۰۸)
- ترنگانا (۱۵۷)
- ولیکا لوکنجا (۱۷)
- ولیکی جونوک (۳۹۵)
- ولیکی سوودل (۵۲۳)
- ولیکو سلو (۳۴۵)
- ویسوچکا رژانا (۵۴)
- ولاسی (۷۱)
- ووینگوواتس (۲۷۰)
- ورانیشته (۱۶۵)
- زاسکووتسی (۶۸)

### پلاندیشته
- باناتسکی سوکولاتس (۳۶۶)
- باریتسه (۵۹۸)
- دوژینه (۲۱۹)
- خایدوچیتسا (۱۳۷۵)
- یرمنووتسی (۱۰۳۳)
- کوپینیک (۳۴۹)
- لاودونوواتس (۲۴)
- مارگیتا (۱۰۴۷)
- مارکوویچوو (۲۱۶)
- میلتیچوو (۶۲۲)
- پلاندیشته (۴۲۷۰)
- ستاری لتس (۱۰۹۴)
- ولیکا گردا (۱۳۷۴)
- ولیکی گاج (۷۹۰)

### پوژارواتس
- باره (۹۲۳)
- باتوواتس (۵۹۶)
- برانگه (۴۹۱)
- براداراتس (۸۷۴)
- براتیناتس (۶۲۹)
- برژانه (۱۰۱۷)
- بوبوشیناتس (۸۴۴)
- چیریکوواتس (۱۴۰۷)
- دراگوواتس (۹۱۰)
- درمنو (۱۰۴۶)
- دوبراویتسا (۱۲۲۵)
- کاسیدول (۷۴۴)
- کلنوونیک (۹۰۴)
- کلیچواتس (۱۳۲۹)
- کوستولاتس (۹۳۱۳)
- کوستولاتس (۱۳۱۳)
- لوچیتسا (۲۱۹۲)
- مایورواتس (۵۴۸)
- نابرجه (۳۴۶)
- اوسترووو (۶۸۵)
- پتکا (۱۲۸۵)
- پویانا (۱۶۱۰)
- پوژارواتس (۴۱۷۳۶)
- پروگووو (۷۷۴)
- رچیتسا (۵۱۸)
- ترنگانه (۹۱۵)
- ژیویتسا (۷۲۸)

### پوژگا
- باکیونیتسا (۷۴۲)
- چستوبرودیتسا (۳۲۷)
- دونگا دوبرینگا (۵۲۴)
- دراژینوویچی (۳۵۲)
- دوشکووتسی (۳۶۹)
- گلوماچ (۸۰۳)
- گودوویک (۲۸۹)
- گورنگا دوبرینگا (۵۰۵)
- گوروبییه (۱۵۰۶)
- گوگای (۲۸۰)
- یلن دو (۱۶۷)
- کالنیچی (۳۳۱)
- یوتیتس (۴۳۲)
- لوپاش (۵۷۱)
- لورت (۲۶۵)
- ماجر (۱۵۳)
- مالا یژویتسا (۳۰۴)
- میلیچوو سلو (۶۹۴)
- مرشیی (۲۱۹)
- اوتانگ (۴۱۲)
- پاپراتیشته (۲۹۱)
- پیلاتوویچی (۸۰۳)
- پوژگا (۱۳۲۰۶)
- پرییانوویچی (۴۴۶)
- پریلیپاتس (۳۴۱)
- رادووتسی (۴۲۹)
- Rasna (1026)
- رچیتسه (۲۶۵)
- روگه (۴۲۴)
- روپیوو (۴۵۱)
- سردنگا دوبرینگا (۴۸۱)
- سوراچکووو (۲۲۲)
- تابانوویچی (۱۳۷)
- تومتینو پویه (۳۷۳)
- توچکووو (۱۷۰)
- توردیچی (۲۷۵)
- اوزیچی (۵۱۴)
- ولیکا جژویکا (۴۸۱)
- ویسیبابا (۱۲۳۲)
- ورانگانی (۴۷۳)
- زاسیه (۴۸۲)
- زدراوچیچی (۵۲۶)

### پریچو
- الیدرس (۱۰۳۳)
- برچواتس (۱۹)
- Bujić (۸۹)
- بوکارواتس (۹۰۵)
- بوکوواتس (۱۰۸)
- بوشترانگه (۸۷۲)
- تساکانوواتس (۲۲۱)
- تسروایکا (۷۰)
- تسرنوتینتسه (۱۴۵۴)
- چوکارکا (۵۱۲)
- دپتسه (۴۴۱)
- دونگا شوشایا (۳۴۲)
- گولمی دول (۲۹۴)
- گورنگا شوشایا (۱۰۱)
- گوسپوجینتسه (۴۱)
- ایلینتسه (۱۳۶)
- کوربالییا (۱۴۶)
- یانیک (۲۹)
- ماجاره (۱۷۴)
- میراتوواتس (۲۷۷۴)
- نورچا (۹۹۲)
- اوراوویتسا (۳۷۷۴)
- پچنو (۱۲۵)
- پریچو (۱۳۴۲۶)
- رایینتسه (۱۹۵۴)
- راناتووتسه (۶۵)
- ریان (۶۹۴)
- Sefer (57)
- سلاوویواتس (۴۸۲)
- ستانوتسه (۶۸)
- سترزووتسه (۹۹۵)
- سوینگیشته (۱۰۳)
- ترناوا (۱۱۶۰)
- ژویینتسه (۱۲۴۸)

### پریبوی
- بانگا (۲۱۶۳)
- باتکوویچی (۱۵۳)
- برزنا (۶۰)
- بوچیه (۱۸۶)
- چیتلوک (۱۹۵)
- تسرنوگوویچی (۹۳)
- تسرنوزی (۴۴۵)
- دوبریلوویچی (۴۹۰)
- خرتسگوواچکا گولشا (۴۳۰)
- یلاچا (۲۵۴)
- کالافاتی (۲۷۳)
- کالوجروویچی (۱۶۴)
- کاسیدولی (۴۵۵)
- کراتووو (۳۰۵)
- کرنگاچا (۲۲۰)
- کوکوروویچی (۶۶)
- ماژیچی (۲۶۱)
- میلییش (۶۴۴)
- پلاشچه (۸۵)
- پوژگرماتس (۱۸۸)
- پریبوی (۱۹۵۶۴)
- پریبویسکا گولشا (۲۰۴)
- پریبویسکه چلیتسه (۱۴۲)
- راچا (۱۳۱۳)
- ریتوشیچی (۲۲۸)
- سیورین (۳۳۷)
- سوچیتسه (۲۶۹)
- سترماتس (۱۸۱)
- زابرجه (۳۵۰)
- زابرنگیتسا (۲۰۵)
- زاگرادینا (۲۴۸)
- زاوسترو (۸۸)
- ژیوینیتسه (۱۱۸)

### پریژپولجه
- الجینوسی (۱۹۶)
- بالیچی (۴۳۴)
- باره (۵۶)
- بیسکوپیچی (۲۲)
- بیلاخووا (۸۲)
- برایکوواتس (۸۷)
- بروداروو (۱۷۸۰)
- بروینه (۱۷۵)
- بوکوویک (۱۰۷)
- چادینگه (۲۶۷)
- چاوشویچی (۱۳۲)
- تسرکونی توتسی (۷۸)
- دیوتسی (۳۳۵)
- دونگه بابینه (۳۱۹)
- دونگی سترانگانی (۱۲۰)
- درنووا (۲۰۸)
- جوراشیچی (۲۶۵)
- دوشمانیچی (۲۴۵)
- جورووو (۱۷۹)
- گویاکوویچی (۱۸۳)
- گورنگه بابینه (۲۶۲)
- گورنگه گوراچیچه (۵۸)
- گورنگی سترانگانی (۸۵)
- گوستون (۴۹)
- گراچانیتسا (۱۹۹)
- گروبنیتسه (۲۵۴)
- خیسارجیک (۲۸۵)
- خرتا (۱۳۰)
- Ivanje (1140)
- ایوزیچی (۱۷۰)
- ایزبیچانگ (۴۶)
- یابوکا (۵۰۲)
- یونچویچی (۳۰۱)
- کاچوو (۵۵)
- کامنا گورا (۲۱۰)
- کاراولا (۶۳)
- کاروشوینا (۱۹۹)
- کاشیتسه (۸۸)
- کوپریونا (۴۹)
- کوساتیتسا (۳۵۳)
- کوشوینه (۱۰۴۹)
- کوواچواتس (۱۶۱۳)
- کروشوو (۳۶)
- کوچین (۱۶۹)
- Lučice (169)
- ماتاروگه (۱۶۴)
- مجانی (۸۰)
- مییانی (۲۵)
- مییوسکا (۷۵۰)
- میلاکوویچی (۶۶)
- میلشوو (۱۲۱)
- مییویچی (۴۵۵)
- میلوشو دو (۱۲۶)
- مرچکووینا (۳۳)
- موشکووینا (۳۴)
- اوراوواتس (۳۳۶)
- اوراشاتس (۲۰۴)
- اوسویه (۵۲۶)
- اوشترا ستیینا (۱۲۳)
- پوتکرش (۱۲۴)
- پوتوک (۲۸۲)
- پرانگتسی (۳۶۰)
- پراووشوو (۸۵)
- پریژپولجه (۱۵۰۳۱)
- راسنو (۴۱۰)
- راتایسکا (۲۰۸۸)
- سدوبرو (۳۲۲)
- سیانه (۱۶۸)
- سیاشنیتسا (۷۷۴)
- سکوکوچه (۱۰۵)
- سلاتینا (۱۳۸)
- سوپوتنیتسا (۱۳۶)
- تاشوو (۲۰۶۱)
- وینیتسکا (۴۷۴)
- ولیکا ژوپا ()
- وربووو (۹۹)
- زابردنگی توتسی (۱۳۳)
- زالوگ (۱۰۴۷)
- زاستوپ (۱۲۸)
- زاوینوگراجه (۱۲۷۲)
- زوییزد (۱۰۴)

### پروکوپلیه
- آرباناشکا (۵۱)
- بابین پوتوک (۶۷۴)
- بابوتیناتس (۲۷۰)
- باتسه (۲۸۴)
- بایچینتسه (۲۵۸)
- بالچاک (۲۶)
- بالینوواتس (۲۱۷)
- بلا وودا (۲۰۷)
- بلی کامن (۲۷)
- بلوگوش (۸۸)
- بلویین (۵۶۹)
- برییه (۷۳۰)
- بوگویواتس (۲۶)
- برگووینا (۷۰)
- برسنیچیچ (۲۶۱)
- برسنیک (۱۸)
- بوبلیتسا (۲۰۲)
- بوچینتسه (۱۲)
- بوکولورام (۱۲)
- بولاتوواتس (۱۳۷)
- چوکوواتس (۳۶۰)
- دوبروتیچ (۳۷)
- دونگا بیاشنیتسا (۱۴)
- دونگا برسنیتسا (۲۱۹)
- دونگا کونگوشا (۳۰۵)
- دونگا رچیتسا (۳۹۴)
- دونگا ستراژاوا (۷۲۲)
- دونگا توپونیتسا (۳۵۲)
- دونگا ترناوا (۱۶۰۰)
- دونگه کوردینتسه (۲۲۶)
- دونگی ستاتوواتس (۷۴)
- دراگی دو (۶۲)
- درنوواتس (۱۶۱)
- جوروواتس (۱۴۷)
- جوشنیتسا (۵۹)
- جیگوی (۲۷۶)
- گلاسوویک (۱۵۵)
- گویینوواتس (۷۸)
- گورنگا بیاشنیتسا (۳۰)
- گورنگا برسنیتسا (۱۶۹)
- گورنگا کونگوشا (۶۶)
- گورنگا رچیتسا (۱۵۲)
- گورنگا ستراژاوا (۷۶۸)
- گورنگا توپونیتسا (۶۰)
- گورنگا ترناوا (۴۲۹)
- گورنگه کوردینتسه (۲۲۴)
- گورنگی ستاتوواتس (۴۵)
- گرابوواتس (۱۴)
- گوبتین (۲۲۵)
- یابوچوو (۲۲)
- یووینه لیواده (۱۱)
- یوگوواتس (۱۴۶)
- کالودرا (۱۰۳)
- کلیسوریتسا (۲۵۰)
- کونچیچ (۱۳۴)
- کونجی (۱۸۰)
- کوستنیتسا (۲۸۹)
- کوژینتسه (۱۰۵)
- کرنگی گراد (۴۷)
- کروشویتسا (۴۷)
- ماچینا (۶۷)
- ماجره (۳۶۳)
- مالا پلانا (۶۰۸)
- مروواتس (۱۷۴)
- میکولوواتس (۳۸۵)
- مییکوویتسا (۶۲)
- مریاک (۲۶)
- مرشی (۱۶۴)
- نووا بوژورنا (۲۳۹)
- نووی جوروواتس (۱۳)
- نووو سلو (۳۶۲)
- اوبرتینتسه (۱۴)
- پاشیناتس (۱۳۴)
- پاسیاچا (۳۵)
- پستیش (۲۲)
- پتروواتس (۴۳۶)
- پیسکایه (۳۰)
- پلوچنیک (۱۸۲)
- پوتوچیچ (۴۴۹)
- پرکادین (۱۶۷)
- پرکاشنیتسا (۲۳)
- پرکوپوتسه (۱۲۵)
- پروکوپلیه (۲۷۶۷۳)
- رانکووا رکا (۲۲)
- راستوونیتسا (۶۹)
- رییناتس (۶۱۱)
- رسیناتس (۲۲۴)
- رگایه (۲۶)
- سلیشته (۱۶)
- شویش (۲۳)
- شیروکه نگیوه (۴۸)
- شیشمانوواتس (۹۵)
- سمردان (۹۵)
- سردنگی ستاتوواتس (۳۸)
- ستاری جوروواتس (۱۵)
- ستارو سلو (۲۹)
- تووریانه (۹۰)
- ترنووی لاز (۶۲)
- تولاره (۳۳۱)
- ولیکا پلنا (۶۶۶)
- ویچا (۸۱)
- ویدوواچا (۳۲)
- ولاسووو (۶۸)
- وودیتسه (۲۳۰)
- زدراوینگه (۱۸۴)
- ژیتنی پوتوک (۵۹۲)
- Zlata (205)

## R

### راچا
- آدروواتس (۲۶۹)
- بورتسی (۳۸۹)
- بوشنگانه (۵۵۹)
- دونگا راچا (۱۰۰۸)
- دونگه یاروشیتسه (۲۶۵)
- جورجوو (۷۲۶)
- مالو کرچماره (۴۸۶)
- میراشواتس (۷۴۲)
- پوپوویچ (۴۱۲)
- راچا (۲۷۴۴)
- سارانووو (۱۲۴۱)
- سپتسی (۶۷۳)
- سیپیچ (۵۰۷)
- ترسکا (۳۸۹)
- ولیکو کرچمر (۸۳۰)
- ویشواتس (۷۰۰)
- وویینوواتس (۱۳۲)
- Vučić (۸۸۷)

### راشکا
- بادانگ (۹۱)
- بایواتس نا ایبرو (۱۶۳۶)
- بلا ستنا (۴۹۱)
- بلو پویه (۴۸)
- بوتسی (۴۶۲)
- بییانوواتس (۵۸۷)
- بینیچه (۱۷۹)
- بیوچین (۵۰)
- Boće (70)
- بوروویچه (۱۷۷)
- برونیتسا (۲۹۸)
- برونیک (۶۷)
- برونیک ناسیه (۴۰۸)
- تسرنا گلاوا (۲۴۶)
- دراگانیچی (۳۵۰)
- گنگیلیتسا (۲۲۸)
- گوستیرادیچه (۵۳)
- گراداتس (۳۶۸)
- یوشانیچکا بانگا (۱۱۵۴)
- کاراداک (۷۲)
- کازنوویچه (۵۲۷)
- کوپاونیک (۱۸)
- کورلاچه (۵۲۹)
- کوواچی (۲۸۳)
- کراویچه (۱۸۷)
- کرمیچه (۶۲)
- کروشویتسا (۱۵۰)
- Kućane (117)
- کوریچی (۱۰۸)
- لیسینا (۵۲)
- لوکووو (۳۸)
- میلاتکوویچه (۱۶۱)
- موره (۱۴۸)
- نوسویین (۲۶۰)
- نووو سلو (۳۵۱)
- اوراخووو (۳۴)
- پانویویچه (۱۸۴)
- پاولیتسا (۱۵۶)
- پیسکانگا (۴۸۶)
- پلاوکووو (۹۹)
- پلشین (۲۲۲)
- پوبرجه (۹۷۲)
- پوتسسیه (۵۴)
- پوکرونیک (۱۱)
- رادوشیچه (۲۲۴)
- راکوواتس (۲۴۰)
- راشکا (۶۶۱۹)
- رودنیتسا (۳۰۰)
- رواتی (۶۸۷)
- سبیمییه (۱۲۶)
- سمتش (۱۵۲)
- شیپاچینا (۲۵۲)
- سوپنگه (۳۵۲۵)
- تیوجه (۱۵۸)
- ترناوا (۲۵۹)
- وروو (۱۴۹۷)
- وویمیلوویچی (۱۳۵)
- ورتینه (۱۱۷)
- زاروو (۷۱)
- ژراجه (۱۵۱)
- ژوتیتسه (۲۲۴)

### راژانگ
- برایینا (۲۶۶)
- تسرووو (۶۶)
- تسرنی کاو (۵۰۴)
- چوبورا (۱۹۴)
- گرابووو (۱۹۳)
- لیپوواتس (۲۹۸)
- ماچییا (۱۲۶)
- ماجره (۵۲۵)
- مالتینا (۱۸۸)
- نووی براچین (۵۶۸)
- پاردیک (۳۸۵)
- پودگوراتس (۵۱۶)
- پوسلون (۲۶۴)
- پراسکووچه (۵۱۱)
- پرترکوواتس (۳۲۶)
- راژانگ (۱۵۳۷)
- روییشته (۴۱۳)
- شتکا (۴۷۱)
- سکوریتسا (۹۵۸)
- سمیلوواتس (۱۰۵۲)
- ستاری براچین (۳۷۱)
- ورش (۳۶۰)
- ویتوشواتس (۱۲۷۷)

### رکوواتس
- باره، رکوواتس (۷۷)
- بلوشیچ (۹۳۴)
- بوچیچ (۴۶۷)
- بوگالیناتس (۱۶۳)
- برائینوواتس (۲۲۱)
- کیکوت (۲۵۸)
- دوبروسلیتسا، رکوواتس (۳۶)
- دراگووو (۱۱۲۵)
- Kalenićki Prnjavor (154)
- کالودرا، رکوواتس (۳۲۷)
- Kavadar (456)
- Komarane (254)
- لپویویچ (۳۶۲)
- لوچیکا (۵۱۹)
- لومنیستا، رکوواتس (۱۸۶)
- مالشوو، رکوواتس (۱۴۶)
- Motrić (۱۷۵)
- نادرلیه (۲۲۹)
- Oparić (۹۶۳)
- Prevešt (338)
- رابنوواتس (۱۲۸)
- راتکوویچ (۴۶۱)
- رکوواتس (۱۹۳۰)
- Sekurič (۸۱۶)
- سیبنیتسا، رکوواتس (۲۳۴)
- Siljevica (165)
- Šljivica (157)
- Tečić (۶۶۰)
- اورسوله، رکوواتس (۳۸۰)
- ولیکا کروشویکا (۲۸۹)
- ووکمانوواتس (۴۷۷)
- Županjevac (464)

### روما
- بوجانووتسی (۱۷۵۷)
- دوبرینتسی (۱۷۱۶)
- دونگی پترووتسی (۹۹۱)
- گرابووتسی (۱۴۸۰)
- خرتکووتسی (۳۴۲۸)
- کلناک (۳۲۴۶)
- کرایوتسی (۱۲۳۲)
- مالی رادینتسی (۵۹۸)
- نیکینتسی (۲۲۱۶)
- پاولووتسی (۴۶۰)
- پلاتیچوو (۲۷۶۰)
- پوتینتسی (۳۲۴۴)
- روما (۳۴۲۲۹)
- ستیانووتسی (۱۰۲۰)
- ویتویوتسی (۹۱۳)
- ووگانگ (۱۶۱۴)
- ژارکوواتس (۱۱۰۲)

## S

### سچانگ
- باناتسکا دوبیتسا (۴۲۸)
- بوکا (۱۷۳۴)
- بوسنگه (۹۴)
- یارکوواتس (۱۸۱۷)
- یاشا تومیچ (۲۹۸۲)
- کوناک (۹۹۶)
- کراییشنیک (۲۲۴۱)
- نوزینا (۱۳۷۱)
- سچانگ (۲۶۴۷)
- شوریان (۳۳۰)
- سوتیسکا (۱۷۳۷)

### سنتا، صربستان
- بوگاراش (۷۲۴)
- گورنگی برگ (۱۸۸۹)
- کوی (۸۸۷)
- سنتا، صربستان (۲۰۳۰۲)
- تورنگوش (۱۷۶۶)

### سینیتسا
- Aliveroviće (157)
- باچییا (۳۰)
- باگاچیچه (۸۵)
- باره (۷۱)
- بیوتس (۷۴)
- بلاتو (۶۵)
- بوگوتی (۷۲)
- بویاره (۳۳)
- بوریشیچه (۸۳)
- بوروویچه (۷۳)
- بوژوو پوتوک (۱۹۵)
- برزا (۲۱۲)
- برنگیتسا (۲۱۸)
- بوجوو (۹۱)
- تساریچینا (۲۰)
- چدووو (۱۰۸)
- تستانوویچه (۳۸۶)
- چیپایه (۱۴۴)
- چیتلوک (۱۴۲)
- تسرچوو (۴۹)
- تسروسکو (۱۴۰)
- دولیچه (۳۲۲)
- دونگه گوراچیچه (۵۷)
- دونچه لوپیز (۱۲۳)
- دراگویلوویچه (۱۱۴)
- دراژویچه (۴۳۱)
- دروژینیچه (۱۹)
- دوبنیتسا (۳۸۰)
- دوگا پویانا (۵۹۴)
- دویکه (۱۵۲)
- دونیشیچه (۱۹۰)
- فییوی (۱۰۳)
- گولوبان (۴۲)
- گورنگه لوپیژه (۵۷)
- گوشوو (۷۰)
- گرابوویتسا (۴۴)
- گراداتس (۱۵۰)
- گرگایه (۸۷)
- یویک (۶۰)
- یزرو (۲۴)
- کالیپویه (۲۱)
- کامشنیتسا (۴۴۲)
- کانگوینا (۶۵)
- کارایوکیچا بوناری (۱۱۶)
- کییوتسی (۱۵۱)
- کلادنیتسا (۳۶۲)
- کنژواتس (۱۰۵)
- کوکوشیچه (۱۲۴)
- Koznik (27)
- کرایینوویچه (۹۱)
- کرچه (۳۳۷)
- کریوایا (۱۱)
- کرنگا یلا (۴۷)
- کرستاتس (۳۰)
- لییوا رکا (۱۴)
- یوتایه (۸۸)
- ماشوویچه (۱۱۹)
- مداره (۳۸۴)
- مجوگور (۱۷۶)
- میلیچی (۳۸)
- پاپیچه (۲۷۶)
- پترووو پوی (۲۲)
- پلانا (۳۷)
- پودا (۱۷)
- پونوراتس (۱۸۶)
- پرایا (۱۷)
- راشکوویچه (۱۶۴)
- راسنو (۴۰۱)
- راسپوگانچه (۱۳۲)
- راستنوویچه (۱۴۵)
- راژداگینگا (۴۱۸)
- شاره (۲۵۰)
- سینیتسا (۱۳۱۶۱)
- Skradnik (2)
- شتاوای (۳۱۲)
- سترایینیچه (۲۹)
- ستوپ (۱۹۳)
- سوگوبینه (۱۸۳)
- سوشیتسا (۲۵)
- شوشوره (۲۵)
- ترشنگویتسا (۹۷)
- ترییبینه (۳۹۷)
- توتیچه (۴۸)
- توزینگه (۲۰۴)
- اوگاو (۵۴۵)
- اورسوله (۳۲۶)
- اوشاک (۱۴)
- اوواتس (۱۸)
- وپا (۲۳۰)
- وسکوویچه (۵۰)
- ویشنگوا (۵۶)
- ویشنگیتسه (۴۱)
- ویسوچکا (۷۴)
- وراپتسی (۴۹)
- وربنیتسا (۱۶۹)
- ورسینیتسه (۲۰۰)
- زابرجه (۵۰)
- ژابرن (۳۲۱)
- زاخومسکو (۱۵۰)
- زایچیچه (۱۸۵)
- ژیتنیچه (۵۳۶)

### اسمدرفو
- بادیویتسا (۴۳۹)
- بینوواتس (۴۴۴)
- دوبری دو (۱۱۱۸)
- دروگوواتس (۱۹۰۶)
- کولاری (۱۱۹۶)
- Kulič (۲۳۲)
- لاندول (۱۰۶۸)
- لیپه (۳۳۳۸)
- لوگاوچینا (۳۳۸۴)
- لونگواتس (۶۰۷)
- مالا کرسنا (۱۷۵۳)
- مالو اوراشیه (۱۱۳۹)
- میخایلوواتس (۳۰۹۳)
- اوسیپاونیتسا (۴۰۷۱)
- پترییوو (۱۰۹۳)
- رادیناتس (۴۹۲۰)
- رایا (۱۵۳۷)
- شالیناتس (۹۸۵)
- ساراورتسی (۲۴۱۳)
- سئونه (۹۹۴)
- سکوبای (۱۸۸۰)
- اسمدرفو (۶۲۸۰۵)
- سووودول (۸۴۹)
- اودوویتسه (۲۰۱۸)
- وودانگ (۱۳۱۴)
- ورانووو (۲۶۸۲)
- وربوواتس (۱۱۰۸)
- ووچاک (۱۶۵۵)

### اسمدرفسکا پلانکا
- آزانگا (۴۷۱۳)
- باچیناتس (۷۸۹)
- بانیچینا (۱۱۶۹)
- باشین (۵۵۲)
- تسروواتس (۱۱۷۷)
- گلیبوواتس (۲۲۶۹)
- گولوبوک (۲۳۹۶)
- گرچاتس (۱۱۷۶)
- کوساداک (۵۶۹۱)
- مالا پلانا (۸۸۷)
- مراموراتس (۶۱۳)
- پریدووریتسه (۸۷۰)
- راتاری (۲۰۳۵)
- سلواتس (۳۸۶۴)
- اسمدرفسکا پلانکا (۲۵۳۰۰)
- ستویاچاک (۴۱۹)
- ولاشکی دو (۱۱۶۱)
- وودیتسه (۹۳۰)

### سوکوبانگا
- بلی پوتوک (۲۳۸)
- بلندییا (۳۵۲)
- بوگدیناتس (۲۰۱)
- تسروویتسا (۵۴)
- چیتلوک (۸۰۶)
- دوگو پویه (۶۹۰)
- یزرو (۳۱۰)
- یوشانیتسا (۸۹۸)
- لووویک (۱۶۲)
- میلوشیناتس (۳۸۲)
- موژیناتس (۴۵۹)
- نیکولیناتس (۴۱۸)
- نووو سلو (۵۶)
- پوروژنیتسا (۳۵۴)
- رادنکوواتس (۱۱۴)
- رسنیک (۸۵۷)
- Rujevica (260)
- شاربانوواتس (۵۱۴)
- سسالاتس (۳۴۷)
- سوکوبانگا (۸۴۰۷)
- ترگوویشته (۳۴۲)
- تروبارواک (۶۱۷)
- وربوواتس (۵۹۸)
- ورمجا (۶۰۶)
- ژوچکوواتس (۵۲۹)

### سومبور
- الکسا سانتیک (۲۱۷۲)
- باچکی برگ (۱۳۸۸)
- باچکی مونوشتور (۳۹۲۰)
- بزدان (۵۲۶۳)
- چونوپیا (۴۳۵۹)
- دوروسلووو (۱۸۳۰)
- گاکووو (۲۲۰۱)
- کیاییچوو (۶۰۱۲)
- کولوت (۱۷۱۰)
- راستینا (۵۶۶)
- ریجیتسا (۲۵۹۰)
- سومبور (۵۱۴۷۱)
- ستانیشیچ (۴۸۰۸)
- ستاپار (۳۷۲۰)
- سوتوزار میلتیچ (۳۱۶۹)
- تلچکا (۲۰۸۴)

### سوپوت
- بابه (۳۳۲)
- درلوپا (۵۴۷)
- دوچینا (۷۳۶)
- جورینتسی (۱۰۸۸)
- گوبرواتس (۶۴۶)
- مالا ایوانچا (۱۷۰۱)
- مالی پوژارواتس (۱۴۷۹)
- نمنیکوچه (۲۰۵۸)
- Parcani (657)
- پوپوویچ (۱۵۴۵)
- رایا (۲۸۵۸)
- روگاچا (۱۰۴۶)
- روپوچوو (۲۳۶۳)
- سیبنیتسا (۶۸۶)
- سلاتینا (۲۵۴)
- سوپوت (۱۷۵۲)
- ستوینیک (۶۴۲)

### سربوبران
- نادای (۲۲۰۲)
- سربوبران (۱۳۰۹۱)
- تورییا (۲۵۶۲)

### سرمسکا میتروویتسا
- بشنوواچکی پرنگاوور (۱۴۵)
- بشنووو (۹۶۵)
- بوسوت (۱۱۳۹)
- چالما (۱۶۷۵)
- دیووش (۱۵۸۵)
- گرگوروتسی (۱۳۱۲)
- یاراک (۲۲۳۵)
- Kuzmin (3391)
- لاچاراک (۱۰۸۹۳)
- لژیمیر (۹۴۷)
- ماچوانسکا میتروویتسا (۳۸۹۶)
- مانجلوس (۱۵۳۳)
- مارتینتسی (۳۶۳۹)
- نوچای (۲۱۲۰)
- رادنکوویچ (۱۰۸۶)
- راونگه (۱۴۶۳)
- سالاش نوچایسکی (۱۸۷۹)
- شاشینتسی (۱۸۳۰)
- شیشاتوواتس (۲۱۸)
- سرمسکا میتروویتسا (۴۱۶۲۴)
- سرمسکا راچا (۷۷۳)
- ستارا بینگولا (۱۹۰)
- شویام (۷۴۴)
- ولیکی ردینکی (۱۶۱۷)
- زاساویتسا ای (۸۳۶)
- زاساویتسا ایای (۷۰۷)

### سرمسکی کارلووتسی
- سرمسکی کارلووتسی (۸۸۳۹)

### استارا پازووا
- بلگیش (۳۱۱۶)
- گولوبینتسی (۵۱۲۹)
- کرنگشوتسی (۱۰۲۵)
- نووا پازووا (۱۸۲۱۴)
- نووی بانووتسی (۹۳۵۸)
- استارا پازووا (۱۸۶۴۵)
- ستاری بانووتسی (۵۴۸۸)
- سوردوک (۱۵۸۹)
- وویکا (۵۰۱۲)

### Stari Grad, Belgrade
- بلگراد (partly)

### سوبتیتسا
- باچکی وینوگرادی (۲۰۳۹)
- باچکو دوشانووو (۷۴۱)
- بایموک (۸۵۸۶)
- بیکووو (۱۸۲۴)
- چانتاویر (۷۱۷۸)
- دونگی تاوانکوت (۲۶۳۱)
- جورجین (۱۷۴۶)
- گورنگی تاوانکوت (۱۳۸۱)
- خایدوکووو (۲۴۸۲)
- کلبییا (۲۱۶۸)
- Ljutovo (1181)
- مالا بوسنا (۱۲۴۵)
- میشیچوو (۴۴۶)
- نووی ژدنیک (۲۸۴۸)
- پالیچ (۷۷۴۵)
- ستاری ژدنیک (۲۲۳۰)
- سوبتیتسا (۹۹۹۸۱)
- Šupljak (1310)
- Višnjevac (639)

### سوردولیکا
- الاکینسه (۱۵۰۳)
- باتسییوتسه (۹۸)
- بلو پویه (۵۴۵)
- بینووتسه (۵۵۳)
- بیتورجا (۲۳)
- بوژیتسا (۳۳۳)
- چورکوویتسا (۲۶۱)
- دانگینو سلو (۸۱)
- دیکاوا (۱۴۲)
- دونگه رومانووتسه (۵۰۹)
- درایینتسی (۷۸)
- دوگی دل (۴۲)
- دوگوینیتسا (۲۷۵)
- گورنگا کوزنیتسا (۷۷)
- گورنگه رومانووتسه (۵۰)
- گروزناتووتسی (۴۰)
- یلاشنیتسا (۱۱۷۳)
- کالابووتسه (۱۰۲)
- کییواتس (۱۸۳)
- کلیسورا (۳۳۲)
- کولونیتسا (۷)
- کوستروشوتسی (۸۱)
- لسکووا بارا (۱۳۹)
- ماچکاتیتسا (۲۵۹)
- ماسوریتسا (۱۲۴۵)
- نووو سلو (۸۷)
- پایا (۱۸)
- رجاویتسا (۴۰)
- ستایکووتسه (۱۴۰)
- سترزیمیرووcی (۵۳)
- سوخی دول (۶۹)
- سوردولیکا (۱۰۹۱۴)
- سوووینیتسا (۹۲۶)
- توپلی دو (۵۳)
- توپلی دول (۱۲۲)
- تروسکاچ (۶)
- ولاسینا اوکروگلیتسا (۱۶۳)
- ولاسینا رید (۲۷۶)
- ولاسینا ستویکوویچوا (۲۵۲)
- ووچادلتسه (۵۰)
- زاگوژانگه (۸۹۰)

### سویلایناتس
- بوبوو (۱۳۴۹)
- برسیه، سویلایناتس (۲۳۰)
- کرکوناتس (۱۲۸۲)
- دوبلیه، سویلایناتس (۱۰۵۰)
- دوبنیتسا، سویلایناتس (۶۰۷)
- جوریناتس (۳۰۹)
- گلوژانه، سویلایناتس (۱۰۱۷)
- گرابوواتس، سویلایناتس (۱۰۱۲)
- کوپینوواتس (۳۸۶)
- کوشیلیوو (۲۵۶۹)
- لوکوویتسا، سویلایناتس (۷۷۸)
- ماچواتس (۲۱۷)
- پروشتیناتس (۲۵۴)
- رادوشین (۵۵۰)
- رواندا (۵۷۲)
- روچواتس (۳۵۶)
- سدلاره (۶۹۰)
- سوبوتیتسا، سویلایناتس (۷۵۷)
- سویلایناتس (۹۳۹۵)
- تروپونیه (۹۰۱)
- وویسکا (۱۰۵۰)
- ورلانه (۱۸۰)

### سورییگ
- بلوینگه (۳۴۳)
- بوچوم (۱۰۶)
- بوردیمو (۴۰۶)
- تسرنویویتسا (۲۱۹)
- داویدوواتس (۱۹۹)
- دراییناتس (۷۰۶)
- جوریناتس (۲۰۰)
- گالیبابیناتس (۳۴۲)
- گویمانوواتس (۹۴)
- گرباوچه (۵۶۷)
- گولییان (۲۰۱)
- گوشواتس (۳۲۰)
- ایزوور (۷۲۲)
- کوپایکوشارا (۱۱۲)
- لابوکووو (۱۲۲)
- لالیناتس (۴۴۵)
- لوزان (۲۱۰)
- لوکووو (۲۷۷)
- مانویلیتسا (۲۷۲)
- مچیی دو (۴۴)
- مرجلات (۱۴۷)
- نیشواتس (۵۲۳)
- Okolište (141)
- اوکروگلیتسا (۲۲۶)
- پالیلولا (۷۵)
- پریش (۲۲۰)
- پیرکوواتس (۳۴)
- پلوژینا (۳۷۰)
- پوپشیتسا (۱۵۵)
- پرکونوگا (۵۷۸)
- رادمیروواتس (۲۰۰)
- ریباره (۲۹۶)
- سلیویه (۱۳۰)
- شییووویک (۴۱)
- سورییگ (۷۷۰۵)
- تییوواتس (۱۱۸)
- ورش (۱۶۸)
- ولاخووو (۱۶۳)
- ژیوو (۸۷)

## Š

### شاباتس
- Bela Reka (917)
- بوگوساواتس (۱۱۵۹)
- بوییچ (۳۸۲)
- بوکور (۸۱۸)
- تسروواتس (۴۷۹)
- تسویکوویچ (۷۲۰)
- دسیچ (۳۰۲)
- دوبریچ (۱۲۰۵)
- درنوواتس (۲۳۴۵)
- دووانیشته (۶۱۰)
- دووریشته (۲۸۲)
- گورنگا ورانگسکا (۱۵۸۲)
- گروشیچ (۸۷۴)
- یلنچا (۱۸۰۳)
- یورموواتس (۳۳۱۰)
- کورمان (۳۹۳)
- کریوایا (۹۵۲)
- لیپولیست (۲۵۸۲)
- ماچوانسکی پریچینوویچ (۱۹۷۶)
- ماچوانسکی پرنگاوور (۴۴۶۴)
- مایور (۶۸۵۴)
- مالا ورانگسکا (۸۰۱)
- ماووی (۷۱۷)
- متلیچ (۱۱۹۰)
- میلوشواتس (۹۵)
- میوکوس (۴۰۶)
- میشار (۲۲۱۷)
- مرجنوواتس (۶۹۷)
- ناکوچانی (۶۴۰)
- اوراشاتس (۴۰۴)
- آورید (۱۹۲)
- پتکوویتسا (۹۶۷)
- پتلوواچا (۱۵۲۱)
- پوتسرسکی متکوویچ (۸۵۷)
- پوتسرسکی پریچینوویچ (۵۹۹۲)
- پردووریتسا (۴۶۹)
- رادوواشنیتسا (۲۳۸)
- ریباری (۲۱۳۱)
- رومسکا (۹۱۱)
- شاباتس (۵۵۱۶۳)
- شواریتسه (۱۳۰۸)
- سینوشویچ (۹۱۸)
- سکراجانی (۴۵۴)
- سلاتینا (۲۵۱)
- سلپچویچ (۱۷۱۴)
- شتیتار (۲۲۸۵)
- تابانوویچ (۱۴۲۰)
- ورنه (۱۷۲۰)
- وولویاتس (۳۸۲)
- ژابار (۶۸۳)
- زابلاچه (۶۷۴)
- زمینگاک (۱۴۶۷)

### شید
- اداسوسی (۲۱۶۶)
- باچینتسی (۱۳۷۴)
- باترووتسی (۳۲۰)
- برکاسووو (۱۲۲۸)
- بیکیچ دو (۳۳۶)
- بینگولا (۹۰۶)
- اردویک (۳۳۱۶)
- گیباراتس (۱۱۵۸)
- ایلینتسی (۸۲۷)
- یامنا (۱۱۳۰)
- کوکویوتسی (۲۲۵۲)
- یوبا (۵۵۹)
- مولووین (۲۹۸)
- موروویچ (۲۱۶۴)
- پریوینا گلاوا (۲۲۱)
- شید (۱۶۳۱۱)
- سوت (۷۹۱)
- وشیکا (۱۷۱۷)
- ویشنگیچوو (۱۸۹۹)

## T

### تمرین
- باچکی یاراک (۶۰۴۹)
- سیریگ (۳۰۱۰)
- تمرین (۱۹۲۱۶)

### تیتل
- گاردینووتسی (۱۴۸۵)
- لوک (۱۲۵۵)
- موشورین (۲۷۶۳)
- شایکاش (۴۵۵۰)
- تیتل (۵۸۹۴)
- ویلووو (۱۱۰۳)

### توپولا
- بلوساوتسی (۱۱۸۲)
- بلازناوا (۵۹۱)
- بوژورنگا (۶۷۲)
- دونگا شاتورنگا (۸۰۰)
- دونگا ترشنگویتسا (۳۰۴)
- دونگا ترناوا (۹۲۱)
- گورنگا شاتورنگا (۵۵۸)
- گورنگا ترناوا (۱۷۳۶)
- گوروویچ (۳۱۹)
- گوریشوتسی (۱۵۳)
- یارمنووتسی (۵۶۳)
- یلناتس (۳۷۵)
- یونکوواتس (۹۴۵)
- کلوکا (۱۱۴۶)
- کرچواتس (۷۷۵)
- لیپوواتس (۵۵۸)
- مانویلووتسی (۱۴۴)
- ماسکار (۲۳۶)
- ناتالینتسی (۸۳۴)
- اووسیشته (۶۳۰)
- پاولوواتس (۷۰)
- پلاسکوواتس (۵۵۹)
- رایکوواتس (۱۸۹)
- شومه (۵۹۵)
- سوتلیچ (۴۱۷)
- توپولا (۵۴۲۲)
- توپولا (۱۳۶۳)
- وینچا (۱۱۷۶)
- وویکووتسی (۲۷۸)
- ژاباره (۱۰۱۶)
- زاگوریتسا (۷۶۵)

### ترگوویشته
- بابینا پویانا (۵۳)
- بارباتسه (۱۵۴)
- تسرنا رکا (۴۱)
- تسرنووتسه (۱۳۶)
- تسرونی گراد (۱۴۹)
- دیانتسه (۵۷)
- جرکارتسه (۱۵۶)
- دونگا ترنیتسا (۲۱۳)
- دونگی کوزیی دول (۲۹۱)
- دونگی ستایواتس (۴۶۱)
- دومبییا (۳۶)
- گولوچواتس (۶۳)
- گورنگا ترنیتسا (۸۶)
- گورنگی کوزیی دول (۱۰۱)
- گورنگی ستایواتس (۱۶۰)
- گورنوواتس (۷۴)
- کالووو (۴۸)
- لسنیتسا (۱۵۹)
- مالا رکا (۲۱)
- مارگانتسه (۳۸)
- مزدرایا (۳۳)
- نووی گلوگ (۱۳۷)
- نووو سلو (۱۴۵)
- Petrovac (13)
- پرولسیه (۶۷)
- رادوونیتسا (۹۹۸)
- رایچوتسه (۱۱)
- شایینتسه (۹۰)
- شاپرانتسه (۸۳)
- Široka Planina (119)
- شوماتا ترنیتسا (۵۰)
- سورلیتسا (۱۰۱)
- ترگوویشته (۱۸۶۴)
- ولادووتسه (۵۰)
- زلادووتسه (۱۱۴)

### ترستنیک
- بوگدانگه (۱۰۵۵)
- بوژورواتس (۳۱۱)
- برسنو پویه (۷۲۵)
- برزوویتسا (۶۳۶)
- بوچیه (۴۵۸)
- چایری (۴۶۹)
- دونگا تسرنیشاوا (۴۱۰)
- دونگا اوماشنیتسا (۷۰۸)
- دونگی دوبیچ (۲۱۴)
- Donji Ribnik (624)
- دوبیه (۴۹۲)
- گولوبوواتس (۲۸۹)
- گورنگا تسرنیشاوا (۴۳۰)
- گورنگا اوماشنیتسا (۶۶۵)
- گورنگی دوبیچ (۱۰۹)
- Gornji Ribnik (596)
- گرابوواتس (۱۲۵)
- یاسیکوویتسا (۶۷۰)
- کامنگاچا (۳۷۳)
- لویچی (۱۵۲)
- لوبودر (۵۳)
- لوپاش (۸۰۰)
- لوزنا (۳۸۰)
- مالا درنووا (۷۳۵)
- مالا سوگوبینا (۳۳۳)
- مدوجا (۲۶۹۴)
- مییایلوواتس (۵۴۸)
- میلوتوواتس (۱۹۱۷)
- اوجاتسی (۱۵۶۲)
- اوکروگلیتسا (۲۶۱)
- اوساونیتسا (۳۷)
- پایساک (۸۴)
- پلانینیتسا (۱۹۸)
- پوچکووینا (۸۳۸)
- پوینا (۱۲۱۴)
- پوپینا (۳۸۴)
- پرنگاوور (۳۱۸)
- راییناتس (۲۳۳)
- ریجوشتیتسا (۵۱۵)
- رییاتس (۷۳۰)
- روییشنیک (۵۵۹)
- سلیشته (۹۲۸)
- ستاری ترستنیک (۷۳۳)
- ستوپانگا (۱۳۲۵)
- ستراگاری (۶۶۴)
- ستوبلتسا (۲۱۰)
- توبولاتس (۴۸۵)
- ترستنیک (۱۷۱۸۰)
- اوگیاروو (۴۷۸)
- ولیکا درنوا (۲۷۱۹)
- ولوچ (۴۱۷)

### توتین، صربستان
- آراپوویچه (۶۱)
- باچیتسا (۳۴۷)
- باین (۷۲)
- باتراگه (۱۲۱)
- بیوخانه (۹۸)
- بلاتسا (۳۳)
- بوروشتیتسا (۳۷۹)
- بووانگ (۲۹)
- براچاک (۲۳۰)
- برگووی (۵۷)
- برنیشوو (۸۸)
- بویکوویچه (۵۳)
- چارووینا (۲۳۸)
- چمانگکه (۸۴)
- تسرکوینه (۱۳۶)
- چوکوته (۱۳۶)
- چولییه (۷۶)
- دلیمجه (۴۴۵)
- جرکاره (۵۱۸)
- دتانه (۲۲۴)
- دورچ (۱۰۶)
- دوبری دوب (۲۴۰)
- دوبرینگه (۱۰۱)
- دولووو (۴۶۵)
- دراگا (۹۵۰)
- دوبووو (۹۱۶)
- دولبه (۵۶)
- ارونیتسه (۵۷)
- گلوگوویک (۱۵۷)
- گلوخاویتسا (۲۶۵)
- Gnila (14)
- Godovo (89)
- گورنگی تسرنیش (۳۶)
- گراداتس (۹۵)
- گوتسویچه (۶۷)
- گوییچه (۱۳۳)
- گوردیییه (۹۳)
- ایستوچنی مویستیر (۱۳۸)
- ایزروک (۱۰۷)
- یابلانیتسا (۸۵)
- یاربیتسه (۲۱۵)
- یلیچه (۱۰۰)
- یزگروویچه (۲۳۷)
- یوژنی کوچارنیک (۴۱)
- کونیچه (۳۲۲)
- کوواچی (۲۵۹)
- لسکووا (۳۳۵)
- لیپیتسا (۸۲)
- لوکاویتسا (۲۴۲)
- ملایه (۴۳۱)
- میترووا (۹۹۶)
- مورانی (۱۹۸)
- نابویه (۲۱۸)
- نادومتسه (۱۶۱)
- نامگا (۱۸۹)
- نوچایه (۷۷)
- اوراشه (۴۵۵)
- Orlje (255)
- اوستروویتسا (۴۰)
- پایوو (۳۶۹)
- پیسکوپووتسه (۱۶۲)
- پلنیبابه (۱۲۳)
- پوکرونیک (۲۷۶)
- پوپه (۷۹)
- پوپیچه (۳۱۴)
- پوترب (۲۶۷)
- پروژانگ (۲۰۲)
- رادوخووتسه (۴۰۲)
- رادوشا (۹۰)
- راموشوو (۲۳۸)
- رژویچه (۱۰۴)
- ریباریچه (۸۸۵)
- روجا (۱۰۳)
- رودنیتسا (۷۴)
- شارونگه (۲۳۱)
- ساش (۴۲)
- سورنی کوچارنیک (۸۲۱)
- شیپچه (۷۴)
- سمولوچا (۲۹۴)
- شپییانی (۲۲۳)
- ستارچویچه (۱۹۴)
- سترومتسه (۴۶)
- سووی دو (۴۰۱)
- توچیلووو (۱۵۶)
- توتین، صربستان (۹۱۱۱)
- ولیه پولیه (۲۵۱)
- وسنیچه (۴۵۰)
- وراپچه (۵۸)
- وربا (۱۹۶)
- زاپادنی مویستیر (۵۰۵)
- ژیرچه (۳۷۰)
- ژوچه (۱۵۱)
- ژوپا (۳۴۴)

## U

### یوبی، صربستان
- بانیانی، اوب (۱۳۹۵)
- بوگدانویتسا (۳۴۸)
- برزوویتسا، اوب (۶۶۸)
- برگوله (۱۲۳۵)
- تسرنا یوبوکا، اوب (۶۳۱)
- چوچوگه (۴۶۳)
- دوکمیر (۵۵۸)
- گونیواتس (۴۹۷)
- Gvozdenović (۴۶۸)
- یوشوا، اوب (۴۵۵)
- کالنیچ (۸۸۸)
- کالینوواتس، اوب (۴۸۰)
- کوژوار (۷۰۸)
- کرشنا گلاوا (۲۲۱)
- لیسو پولیه (۲۷۸)
- لونچانیک (۵۵۱)
- میلورتسی (۴۰۷)
- مورگاش، اوب (۵۵۹)
- نوواتسی (۸۷۹)
- پالیووی (۷۶۹)
- پامبوکوویتسا (۱۱۷۳)
- رادیوو (۶۰۷)
- رادوشا، اوب (۲۹۷)
- روکلادا (۳۷۲)
- شاربانه (۵۴۵)
- سلاتینا، اوب (۴۱۳)
- سووایاک، اوب (۱۹۳۳)
- ستولبنیتسا (۹۹۹)
- تاکوو، اوب (۹۷۹)
- ترلیچ (۱۰۲۰)
- ترنگاتسی (۹۰۹)
- تولاری (۹۴۵)
- تورادویواتس (۴۰۲)
- یوبی، صربستان (۶۰۱۸)
- ورلو، اوب (۱۶۸۴)
- ورهووینه، اوب (۵۵۲)
- ووکونا (۲۶۲)
- زویزدار (۵۳۶)

### اوژیتسه
- بیوسکا (۵۵۴)
- بیلوتیچی (۲۶۱)
- بوار (۱۴۱۵)
- دوبرودو (۲۷۵)
- درژنیک (۷۶۱)
- درییتانگ (۱۰۹۲)
- دوبوکو (۸۴۷)
- Gorjani (735)
- گوستینیتسا (۶۳۹)
- گوبین دو (۴۵۱)
- کاچر (۵۰۷)
- کامنیتسا (۲۷۲)
- کاران (۵۸۲)
- کسرووینا (۵۸۹)
- کوترومان (۱۸۲)
- کرمنا (۷۲۷)
- کرشانگه (۱۶۷)
- کرواوتسی (۳۱۱)
- للیچی (۳۸۱)
- یوبانگه (۷۰۸)
- موکرا گورا (۶۰۵)
- نیکویویچی (۴۱۶)
- پانگاک (۱۰۹)
- Pear (433)
- پونیکوویتسا (۳۶۲)
- پوتوچانگه (۵۱۸)
- پوتپچه (۵۱۲)
- رادوشا (۵۲۴)
- راونی (۵۵۸)
- ریباشوینا (۴۸۴)
- سویونو (۷۴۴۵)
- سکرژوتی (۶۶۷)
- ستاپاری (۹۷۴)
- سترماتس (۲۹۶)
- ترناوا (۴۶۳)
- اوژیتسه (۵۴۷۱۷)
- ویتاسی (۳۰۱)
- وولویاتس (۱۰۹۴)
- وروتتسی (۲۲۲)
- زبویشتیتسا (۱۷۲)
- زلاکوسا (۶۹۴)

## V

### والیفو
- بابینا لوکا (۷۷۲)
- باچوتسی، والیوو (۵۰۵)
- بالینوویچ (۱۶۰)
- Belić (۱۲۴)
- بلوشواتس (۸۴۹)
- بوموژویچ (۵۲۸)
- بلیزونیه (۲۸۱)
- Bobova (391)
- بوگاتیچ (۱۲۹)
- برانگوویچ (۱۷۲)
- برانکووینا (۵۷۳)
- برزوویتسه، والیوو (۵۰۶)
- بویاچیچ (۳۵۷)
- دگوریچ (۳۸۳)
- دیوتسی، والیوو (۷۱۷)
- دیوچیباره (۲۳۵)
- دونگا بوکوویتسا (۵۵۶)
- دونگه لسکوویتسه (۵۹۷)
- دراچیچ (۲۶۴)
- دوپلیای (۴۵۲)
- گولا گلاوا (۷۹۳)
- گوریچ (۴۹۱)
- گورنگا بوکوویتسا (۱۱۱۷)
- گورنگا گرابوویتسا (۱۳۶۶)
- گورنگه لسکوویتسه (۴۶۳)
- یسنیتسا، والیوو (۴۲۷)
- یازوویک (۱۴۴)
- یوشوا، والیوو (۲۷۲)
- یووانیا (۳۱۰)
- کامنیتسا (۱۰۰۵)
- کلانیتسا (۵۹۰)
- کلینتسی (۲۶۹)
- کوتشیتسا (۷۲۷)
- کوواچیتسه (۲۰۳)
- کوزلیچیچ (۲۳۷)
- Kunice (77)
- للیچ (۵۶۸)
- لوزنیتسا، والیوو (۶۶۰)
- لوکاواتس (۱۰۵۴)
- مایینوویچ (۱۶۳)
- مییاچی (۱۹۳)
- میلیچینیتسا (۹۱۳)
- مرچیچ (۱۹۲)
- اوگلاجنوواتس (۶۳۶)
- اوسلادیچ (۵۹۲)
- پاکلیه (۱۲۰)
- پائونه (۵۹۶)
- Petnica (614)
- پوپوچکه (۲۶۰۷)
- پریچویچ (۵۱۹)
- پرییزدیچ (۳۴۰)
- راباس (۱۵۰)
- راجوو سلو (۹۲۹)
- راونیه، والیوو (۲۴۵)
- ربلی (۱۳۶)
- روونی (۱۶۹)
- ساندالی (۱۵۵)
- سدلاری، والیوو (۱۳۱۳)
- سیتاریتسه (۱۷۸)
- سوواچ (۱۳۳)
- ستانینا رکا (۴۲۱)
- ستاپار، والیوو (۲۲۳)
- سترمنا گورا (۱۶۶)
- ستوبو (۲۸۲)
- سوشیتسا، والیوو (۳۰۱)
- سوودانیه (۵۷۸)
- تاور، والیوو (۳۷۸)
- توبراویچ (۴۱۸)
- توپانتسی (۱۵۸)
- والیفو (۶۱۰۳۵)
- وسلینوواتس (۲۴۰)
- ولاشچیچ (۹۸)
- وراگوچانیتسا (۴۱۷)
- ووئینوواچا (۲۵۸)
- ژاباری، والیوو (۴۵۲)
- زابردیتسا (۴۶۲)
- زاروبه (۱۷۱)
- Zlatarić (۴۸۶)

### ورورین
- باچینا (۲۳۸۱)
- بوشنگانه (۱۹۶۳)
- تسرنیتسا (۲۷۵)
- دونگی کاتون (۱۰۱۲)
- دونگی کرچین (۳۵۱)
- گورنگی کاتون (۱۴۶۸)
- گورنگی کرچین (۲۴۳)
- ایزبنیتسا (۵۳۱)
- کارانوواتس (۴۰۹)
- مالا کروشویتسا (۳۱۷)
- مارنووو (۴۵۳)
- ماسکاره (۵۳۹)
- اوبرژ (۳۲۲۱)
- اوراشیه (۶۹۸)
- پایکوواتس (۱۴۲)
- پارتسانه (۵۴۲)
- سووایا (۱۴۹)
- Toljevac (570)
- ورورین (۲۱۹۸)
- ورورین (۱۷۷۹)
- زالوگوواتس (۸۸۱)

### ولیکا پلنا
- دونگا لیوادیتسا (۲۰۵۳)
- کرنگوو (۴۲۵۳)
- کوپوسینا (۲۶۷)
- لوزوویک (۵۶۰۷)
- مارکوواتس (۳۲۲۸)
- میلوشواتس (۳۴۲۶)
- نووو سلو (۱۲۵۶)
- رادووانگ (۶۸۹)
- راکیناتس (۱۱۰۰)
- Staro Selo (3022)
- ترنووچه (۱۰۶۰)
- ولیکا پلنا (۱۶۲۱۰)
- ولیکو ارشج (۲۲۹۹)

### ولیکو گردیشت
- بیسکوپیه (۴۳۰)
- تسارواتس (۸۹۹)
- چشیوا بارا (۴۸۹)
- دسینه (۷۱۷)
- دویاشنیتسا (۴۰۹)
- جوراکووو (۳۳۸)
- گاروو (۲۸۰)
- کامییوو (۳۴۷)
- کیسییوو (۷۱۸)
- کومانه (۴۳۱)
- کوریاچه (۹۶۴)
- کوسیچه (۷۴۲)
- یوبینگه (۴۰۹)
- ماییلوواتس (۱۰۲۴)
- ماکتسه (۹۷۵)
- اوسترووو (۳۰۰)
- پچانیتسا (۴۵۳)
- پوپوواتس (۱۹۰)
- پوژژنو (۷۹۹)
- رام (۲۹۴)
- سیراکووو (۸۹۴)
- سردنگوو (۵۳۰)
- Topolovnik (1098)
- تریبروده (۵۲۲)
- ولیکو گردیشت (۵۶۵۸)
- زاتونگه (۷۴۹)

### ولادیچین خان
- باچویشته (۶۵)
- بالینووتسه (۱۵۴)
- بلانووتسه (۱۱۳)
- بلیشوو (۱۳۶)
- بوگوشوو (۱۷۶)
- برستووو (۱۱۵)
- دکوتینتسه (۲۷۱)
- دونگه یابوکووو (۱۵۲)
- دوپیانه (۱۶۱)
- جپ (۱۹۴)
- گارینگه (۵۵۴)
- گورنگه یابوکووو (۱۵۴)
- گراماجه (۲۴۶)
- یاگنگیلو (۱۰۶)
- یاسترباتس (۲۲۱)
- یوواتس (۹۳)
- کاتساپون (۷۴)
- کالیمانتسه (۱۰۸)
- کوپیتارتسه (۷۵)
- کوستوملاتیتسا (۲۲)
- کوزنیتسا (۲۳۵)
- کرژینتسه (۲۵۷)
- کوکاویتسا (۲۰)
- کونووو (۵۳۲)
- لبت (۱۰۲)
- لپنیتسا (۷۳۴)
- لتوویشته (۱۷۷)
- یوتژ (۲۸۱)
- مانایله (۶۰)
- مانگاک (۶۴۱)
- مازاراچ (۱۹۷)
- مرتویتسا (۳۸۰)
- اوستروویتسا (۳۹)
- پولوم (۴۴۰)
- پرکودولتسه (۱۶۲۵)
- پریبوی (۳۹۲)
- راونا رکا (۱۶۷)
- ردووو (۱۳۶)
- رپینتسه (۹۷۲)
- رپیشته (۳۴۴)
- Ružić (۱۸۱)
- سولاچکا سنا (۱۶۲)
- سرنچی دول (۵۸)
- ستوبال (۱۱۱۳)
- سووا موراوا (۸۵۹)
- تگوویشته (۱۸۳)
- اورویچ (۷۱)
- ولادیچین خان (۸۳۳۸)
- وربووو (۳۵۷)
- زبینتسه (۱۲۱)
- ژیتوراجه (۱۳۳۹)

### ولادیمیرتسی
- بیین (۶۵۷)
- بلوتیچ (۵۵۲)
- بوبوویک (۳۰۷)
- دبرتس (۸۷۵)
- دراگویواتس (۸۶۲)
- یالوویک (۱۹۵۰)
- یازوونیک (۵۹۹)
- کائونا (۳۴۱)
- کوزاریتسا (۲۱۳)
- کرنیچ (۶۰۰)
- کرنوله (۱۰۸۴)
- کویاویتسا (۲۴۴)
- لویانیتسه (۶۴۱)
- ماتییواتس (۷۵۰)
- مخووینه (۶۱۵)
- مسارتسی (۵۹۲)
- مرووسکا (۵۰۸)
- نووو سلو (۱۰۶)
- پیینوویچ (۲۳۵)
- پرووو (۲۳۵۵)
- ریجاکه (۴۲۷)
- سکوپین (۱۰۳۰)
- سووو سلو (۴۰۴)
- تربوشاتس (۳۹۶)
- ولادیمیرتسی (۱۸۷۹)
- ولاسنیتسا (۴۸۲)
- ووچویتسا (۱۰۸)
- ووکوشیچ (۷۴۸)
- زوزد (۸۱۳)

### ولاسوتینتسه
- آلکسینه (۶۶)
- باتولووتسه (۸۰۶)
- بویاره (۹۸۳)
- بورین دو (۱۴۸)
- برزوویتسا (۱۶۵)
- تسرنا بارا (۲۲۴)
- تسرناتووو (۱۷۶)
- دادینتسه (۱۹۵)
- دوبروویش (۱۴۱)
- دونگا لومنیتسا (۵۹۱)
- دونگا لوپوشنگا (۱۸۴)
- دونگه گاره (۱۶۵)
- دونگی دیان (۴۹۷)
- دونگی پریسیان (۳۳۰)
- گلوژانه (۶۶۰)
- گورنگا لومنیتسا (۶۶)
- گورنگا لوپوشنگا (۶۷)
- گورنگی دیان (۲۰۸)
- گورنگی اوراخ (۳۳۰)
- گورنگی پریسیان (۲۷۰)
- گرادیشته (۲۲۵)
- گونگتینا (۹۷)
- یاکوویوو (۴۶۱)
- یاسترباتس (۴۲۳)
- یاووریه (۱)
- کوماریتسا (۱۹۸)
- کونوپنیتسا (۹۸۹)
- کوزیلو (۸)
- کروشویتسا (۵۶۷)
- کوکاویتسا (۵۳۵)
- لادوویتسا (۹۰۴)
- لیپوویتسا (۴۵۴)
- اوراشیه (۹۳۴)
- اوسترتس (۱۲۸)
- پریلپاتس (۴۹۹)
- پرژوینه (۵۲)
- راونا گورا (۱۵۱)
- راونی دل (۱۸۳)
- سامارنیتسا (۱۳۲)
- شیشاوه (۱۱۲۵)
- سکراپژ (۲۱۵)
- سردور (۲۶۰)
- ستایکووتسه (۱۶۰۳)
- سترانگوو (۴۸)
- سووجه (۴۳۳)
- تگوشنیتسا (۳)
- ولاسوتینتسه (۱۶۲۱۲)
- زلاتیچوو (۲۰۰)

### Voždovac
- بلی پوتوک (۳۴۱۷)
- زوتسه (۲۰۲۴)
- پینوساوا (۲۸۳۹)
- ریپانگ (۱۰۷۴۱)

### ورانیه
- الکساندراواک، ورانج (۵۲۷)
- بابینا پویانا (۷۹)
- بارباروشینتسه (۸۶)
- بارلیچ (۱۶۱)
- بلی برگ (۹۴)
- بویین دل (۸۷)
- برسنیتسا (۴۱۰)
- بویکوواتس (۷۹۶)
- بویسووتسه (۷۸)
- بوشترانگه (۴۸۷)
- چستلین (۲۲)
- Crni Lug (266)
- تسرنی ورخ (۳۲)
- چوکوواتس (۱۰۰۷)
- چورکوویتسا (۱۳)
- داویدوواتس (۵۰۲)
- دوبریانتسه (۸۴)
- دونگا اوتویا (۱۰۱)
- دونگه پونوشوتسه (۲۱)
- دونگه تربشینگه (۸۳۲)
- دونگه ژاپسکو (۴۲۱)
- دونگی نرادوواتس (۶۳۳)
- دراگوبوژده (۴۹)
- درنوواتس (۱۶۷)
- دوبنیتسا (۸۱۹)
- دوگا لوکا (۱۵۴)
- دولان (۹۷)
- دوپیوو (۵۵)
- گولمو سلو (۱۰۵۱)
- گورنگا اوتویا (۱۳)
- گورنگه پونوشوتسه (۴۰)
- گورنگه تربشینگه (۲۱۳)
- گورنگه ژاپسکو (۱۰۹)
- Gornji Neradovac (326)
- گرادنگا (۲۴۷)
- گومریشته (۲۶)
- ایزومنو (۳۵۷)
- کاتون (۴۳۲)
- کلاشنگیتسه (۳۹)
- کلیسوریتسا (۱۷۳)
- کوچورا (۲۳۴)
- کوپانگانه (۷۰)
- کوربواتس (۷۱۱)
- کوربول (۱۴)
- کریوا فیا (۸۷۰)
- کروشوا گلاوا (۱۳۵)
- کوماروو (۲۸۳)
- کوپینینتسه (۱۳۴)
- لالینتسه (۱۵۰)
- لپچینتسه (۱۲۵)
- لوا رکا (۸۰)
- لیپوواتس (۷۹)
- لوکووو (۲۰۰)
- مارگانتسه (۲۰)
- مچکوواتس (۱۶۹)
- مییاکووتسه (۳۷)
- مییووتسه (۶۷)
- میلانووو (۲۷۳)
- میلیوویتسه (۱۲۲)
- موشتانیتسا (۴۴۲)
- ناستاوتسه (۵۲)
- نسورتا (۱۳۲)
- نووا برزوویتسا (۱۲۵)
- اوبلیچکا سنا (۵۲)
- اوسترا گلاوا (۷۲)
- پانویه (۲۰۹)
- پاولوواتس (۸۷۸)
- پروبراژنگه (۶۹)
- پروالاتس (۱۵۳)
- پروونک (۲۰۳)
- رانوتوواتس (۴۹۰)
- Rataje (620)
- ریبنیتسه (۴۷۱)
- ریستوواتس (۳۴۲)
- روژداتسه (۴۷)
- روستسه (۷۳)
- سبورانگه (۱۳۶)
- سیکیریه (۱۵۳)
- سلیونیتسا (۱۴۳)
- سمییویچ (۸۳)
- سودرتسه (۳۲۶)
- سردنگی دل (۹۰)
- ستانتسه (۱۱۳)
- ستارا برزوویتسا (۸۹)
- ستاری گلوگ (۴۴)
- سترشاک (۱۱۹)
- ستروپسکو (۱۸۶)
- ستروگانیتسا (۲۱)
- ستودنا (۱۱۷)
- سوردول (۴۴)
- سووی دول (۵۷۶)
- تسوویشته (۶۱)
- تیبوژده (۱۲۴۳)
- توپلاتس (۵۱۹)
- ترستنا (۶۳)
- تومبا (۴۴)
- اورمانیتسا (۳۲)
- اوشوتسه (۱۸۴)
- ویشوتسه (۹۲)
- ولاسه (۴۱۷)
- ورانیه (۵۵۰۵۲)
- ورانیسکا بانیا (۵۸۸۲)
- ورتوگوش (۱۳۵۵)
- زلاتوکوپ (۷۹۵)

### ورباس، صربستان
- باچکو دوبرو پویه (۳۹۲۹)
- Kosančić (۱۶۳)
- کوتسورا (۴۶۶۳)
- راونو سلو (۳۴۷۸)
- ساوینو سلو (۳۳۵۱)
- ورباس، صربستان (۲۵۹۰۷)
- زمایوو (۴۳۶۱)

### ورنگاچکا بانگا
- کوه برو (۶۸)
- گراچاتس (۲۰۱۱)
- لیپووا (۹۵۵)
- نووو سلو (۳۹۵۲)
- اوتروتسی (۵۴۳)
- پودوناوتسی (۱۴۴۶)
- رساوتسی (۳۹۹)
- روجینتسی (۲۰۱۹)
- ستانیشینتسی (۳۹۱)
- شتولاتس (۱۱۴۲)
- ورانشی (۱۴۱۸)
- ورنگاچکا بانگا (۹۸۷۷)
- ورنگتسی (۲۰۲۵)
- ووکوشیتسا (۲۴۶)

### فرشاس
- گودوریتسا (۱۲۶۷)
- ایزبیشته (۱۷۲۸)
- یابلانکا (۲۸۱)
- کوشتیی (۸۰۶)
- مالی ژام (۳۷۹)
- مالو سردیشته (۱۲۰)
- مارکوواتس (۳۲۹)
- مسیچ (۲۲۷)
- اورشاتس (۴۲۰)
- پارتا (۴۴۴)
- پاولیش (۲۲۳۷)
- پوتپورانگ (۳۱۱)
- ریتیشوو (۵۰۹)
- سوچیتسا (۱۷۰)
- ستراژا (۶۹۳)
- شوشارا (۳۷۶)
- اویما (۳۵۹۸)
- وتین (۲۵۰)
- ولیکو سردیشت (۱۳۴۰)
- ولایکوواتس (۱۱۷۸)
- وویوودینتسی (۴۱۷)
- فرشاس (۳۶۶۲۳)
- ورشاچکی ریتووی (۹۱)
- زاگاییتسا (۵۷۵)

## Z

### زایچار
- بوروواتس (۱۶۷)
- بروسنیک (۴۵۶)
- چوکونگار (۱۷۳)
- دوبوچانه (۴۵۵)
- گامزیگارد (۹۴۵)
- گلوگوویتسا (۴۸۴)
- گورنگا بلا رکا (۱۸۵)
- گرادسکووو (۶۶۶)
- گرلیشته (۸۵۷)
- گریان (۲۸۳۹)
- خالووو (۸۵۶)
- یلاشنیتسا (۱۵۳)
- کلنوواتس (۲۵۰)
- کوپریونیتسا (۵۳۲)
- لاسووو (۳۵۸)
- لنوواتس (۲۰۴)
- لسکوواتس (۱۲۸)
- لوبنیتسا (۱۰۵۲)
- مالا یاسیکووا (۳۳۲)
- مالی ایزوور (۴۵۴)
- مالی یاسنوواتس (۲۸۴)
- مارینوواتس (۳۰۵)
- متریش (۳۹۲)
- نیکولیچوو (۸۳۳)
- پلانینیتسا (۳۰۵)
- پرلیتا (۱۴۲)
- رگوتینا (۱۷۲۱)
- سالاش (۹۶۲)
- سلاچکا (۲۷۵)
- شیپیکووو (۵۱۱)
- شییوار (۳۲۹)
- تاباکوواتس (۲۰۸)
- ترناواتس (۴۷۴)
- ولیکا جسیکوا (۹۹۸)
- ولیکی ایزور (۲۶۸۴)
- ولیکی جسنوک (۳۷۰)
- وراتارنیتسا (۵۷۰)
- وراژوگرناتس (۱۳۴۰)
- وربیتسا (۳۱۳)
- زاگراجه (۲۴۱)
- زایچار (۳۸۱۶۵)
- Zvezdan (1675)

### زیمون
- Bečmen (3409)
- سورچین (۱۴۲۹۲)
- اوگرینوچی (۷۱۹۹)
- دوبانووتسی (۸۱۲۸)
- یاکووو (۵۹۴۹)
- پروگار (۱۴۵۵)
- بویوتسی (۴۰۵۶)
- Petrovčić (۱۴۰۶)

### زرنجانین
- آراداتس (۳۴۶۱)
- باناتسکی دسپوتوواتس (۱۶۲۰)
- بلو بلاتو (۱۴۷۷)
- بوتوش (۲۱۴۸)
- چنتا (۳۱۱۹)
- اچکا (۴۵۱۳)
- المیر (۴۶۹۰)
- فارکاژدین (۱۳۸۶)
- یانکوو موست (۶۳۶)
- کلک (۲۹۵۹)
- کنیچانین (۲۰۳۴)
- لازاروو (۳۳۰۸)
- لوکیچوو (۲۰۷۷)
- لوکینو سلو (۵۹۸)
- ملنتسی (۶۷۳۷)
- میخایلووو (۱۰۰۴)
- اورلووات (۱۷۸۹)
- پرلز (۳۸۱۸)
- ستاییچوو (۱۹۹۹)
- تاراش (۱۱۴۰)
- توماشواتس (۱۷۶۵)
- زرنجانین (۷۹۷۷۳)

## Ž

### زابالج
- چوروگ (۸۸۸۲)
- جورجوو (۵۱۳۷)
- گوسپوجینتسی (۳۸۹۶)
- زابالج (۹۵۹۸)

### ژاباری
- * الکساندراواک، ژاباری (۱۵۴۶)
- برزوخوده (۸۲۵)
- چترژه (۶۴۱)
- کوچتین (۴۰۴)
- Mirijevo (474)
- اوروویتسا (۸۶۲)
- پولاتنا (۲۸۱)
- پورودین (۲۰۳۶)
- سیبنیتسا (۴۰۷)
- سیمیچوو (۱۴۶۵)
- سوینگاروو (۲۱۳)
- تیچواتس (۲۶۵)
- ویتژوو (۸۶۳)
- ولاشکی دو (۱۳۱۰)
- ژاباری (۱۴۴۲)

### ژاگوبیتسا
- Bliznak (361)
- برزنیتسا (۲۱۱)
- ایزواریتسا (۳۷۶)
- یوشانیتسا (۶۷۱)
- کرپویین (۱۶۹۶)
- کروپایا (۶۴۹)
- لازنیتسا (۲۰۶۳)
- لیپه (۱۵)
- مدوجیتسا (۴۴)
- میلانوواتس (۴۴۵)
- میلاتوواتس (۸۲۸)
- اوسانیتسا (۱۱۸۷)
- ریباره (۴۸۵)
- سلیشته (۴۵۳)
- سیگه (۷۰۴)
- سووی دو (۱۳۲۰)
- ووکوواتس (۴۹۲)
- ژاگوبیتسا (۲۸۲۳)

### ژیتیشته
- باناتسکی دوور (۱۲۶۳)
- باناتسکو کاراجورجوو (۲۵۰۸)
- باناتسکو ویشنگیچوو (۳۸۴)
- چسترگ (۱۳۹۱)
- ختین (۷۶۳)
- مجا (۱۱۵۵)
- نووی ایتبی (۱۳۱۵)
- راونی توپولوواتس (۱۳۵۲)
- سرپسکی ایتبی (۲۴۰۵)
- Torak (2850)
- توردا (۱۷۷۱)
- ژیتیشته (۳۲۴۲)

### ژیتوراجا
- آسانوواتس (۶۵)
- بادنگواتس (۸۳۶)
- جاکوس (۹۰۴)
- دبلی لوگ (۳۴)
- دونگه تسرناتووو (۵۱۹)
- دونگی درنوواتس (۴۵۰)
- درژانوواتس (۹۴۷)
- دوبووو (۶۰۸)
- گلاشینتسه (۴۲۷)
- گورنگه تسرناتووو (۳۹۱)
- گورنگی درنوواتس (۴۲۰)
- گروداش (۲۸۰)
- یاسنیتسا (۹۸۹)
- کاره (۵۴)
- کونگارنیک (۱۰۴)
- لوکومیر (۹۶۰)
- نووو مومچیلووو (۸۵)
- پیکوواتس (۱۲۷۶)
- پودینا (۷۹۸)
- رچیتسا (۷۷۳)
- سامارینوواتس (۷۵۶)
- سمردیچ (۳۸۱)
- ستارا بوژورنا (۳۵۸)
- ستارو مومچیلووو (۲۱۶)
- ستودناتس (۲۴۱)
- Toponica (329)
- ولاخووو (۵۰۶)
- وویچینتسه (۹۳۷)
- ژیتوراجا (۳۵۴۳)
- زلادوواتس (۲۰)